# Tanečnice (Šluknovská pahorkatina)
Tanečnice (německy Tanzplan) je hřbet o nadmořské výšce 599 m zasahující na území severočeského města Mikulášovice a částečně saského města Sebnitz. Náleží ke Šluknovské pahorkatině, kde je druhým nejvyšším vrcholem. Vrcholová část je zaoblená až plochá a povětšinou příkré svahy jsou pokryté četnými kamennými moři a dalšími tvary zvětrávání. Geologické podloží tvoří jemně až středně zrnitý lužický granodiorit s žílami doleritu. Převládajícím půdním typem je kambizem. Na Tanečnici pramenící vodní toky náleží k povodí Labe a úmoří Severního moře. Roční srážky mohou přesahovat 900 mm, průměrná roční teplota je odhadována pod 6 °C. Většinu povrchu pokrývají nepůvodní smrkové monokultury. Ostrůvkovitě se dochovaly původní acidofilní bučiny a podél vodních toků také údolní jasanovo-olšové luhy. Faunu představují typické druhy krajiny opadavých listnatých lesů, z chráněných živočichů se vyskytuje především několik druhů netopýrů. Česká část Tanečnice náleží k chráněné krajinné oblasti Labské pískovce, na německé straně se nacházejí přírodní rezervace Heilige Hallen a Gimpelfang.
Název kopce Tanzplan (Taneční pláň či mýtina) vznikl zkomolením pojmenování Tannenplan (Jedlová planina), český název Tanečnice se začal používat po druhé světové válce. Naproti tomu pověst vypráví, že název je odvozen od lesních víl, které na vrchu tančily a sváděly myslivce. Ve 13. století byla při úpatích kopce založena nová sídla Sebnitz a Mikulášovice, avšak Tomášov na jižním úbočí vznikl až roku 1735. Od středověku vedla po severním úpatí vrchu stezka z Mikulášovic do Sebnitz a přes jižní úpatí stezka z Mikulášovic do Hertigswalde a dále až k Labi v Bad Schandau. Na vrcholu vyrostla ve 30. letech 19. století triangulační věž, díky které si vrchu začali v druhé polovině 19. století všímat turisté. První rozhledna, sedmipatrová dřevěná Věž korunního prince Rudolfa (Kronprinz Rudolf-Turm) vysoká 26 m, byla otevřena 6. října 1886. Vedle ní vyrostl dřevěný kiosek brzy nahrazený horskou chatou s restaurací. Dřevěnou rozhlednu zničila v roce 1903 vichřice. Nová osmiboká zděná rozhledna vysoká rovněž 26 m, tehdy zvaná Bismarckova věž (Bismarckturm), byla předána do užívání 28. května 1905 a od té doby je nejsevernější rozhlednou Čech. Poskytuje výhled na oblast Českosaského Švýcarska, Šluknovské pahorkatiny a Horní Lužice. V poválečném období restaurace vyhořela a až do počátku 60. let byla rozhledna s okolními lesy nepřístupná. Opětovné zpřístupnění rozhledny přišlo roku 1969 a v letech 1979 až 1986 vedle ní vyrostla nová restaurace Koliba.
Východní úpatí protíná železniční trať Rumburk – Panský – Mikulášovice. Přes Tanečnici vede řada turistických stezek. Na vrchol směřuje žlutá trasa ze Sebnitz a také modrá trasa od horních Mikulášovic a železniční stanice Mikulášovice dolní nádraží. Příznivci Tanečnice o vrchu skládali řadu básní a písní, nejznámější se stala Tanzplanliedchen (Písnička o Tanečnici) od mikulášovického učitele Josefa Bartmanna.

## Název
Nejstarší doložené pojmenování lesa na svazích vrchu je doloženo k roku 1545, kdy byl prostor od Wolfsteinu přes Tanečnici až k Wachbergu nazýván Thomaswald (Tomášův les). Původ názvu není známý. Od 19. století byl mylně dáván do souvislosti s neexistující osobností Thomase (Tomáše) Berky z Dubé. Na mapě stabilního katastru z první poloviny 19. století nesou severní a západní svahy vrchu název Vordere Thomaswald (Přední Tomášův les), jižní svahy Mittlere Thomaswald (Střední Tomášův les) a od jižního úpatí dále následoval Hintere Thomaswald (Zadní Tomášův les). Část jižních svahů byla spolu s východními svahy označována jako Hirschelsberg. Vrch samotný nesl původní označení Tannenplan (Jedlová planina) a ještě na přelomu 18. a 19. století také alternativní název Kalter Berg (Studený vrch). S tímto názvem souvisí i pojmenování potoka pramenícího na jihovýchodě kopce jako Kaltenbach (Studený potok). Název Tannenplan byl postupně zkomolen na Tanzplanel a Tanzplan (Taneční pláň či mýtina), přičemž druhá varianta od 19. století převládla. Z tohoto názvu je odvozeno i lidové pojmenování Planel. Český název Tanečnice, odkazující na německé pojmenování Tanzplan, se začal výhradně používat po druhé světové válce.

## Přírodní poměry

### Poloha

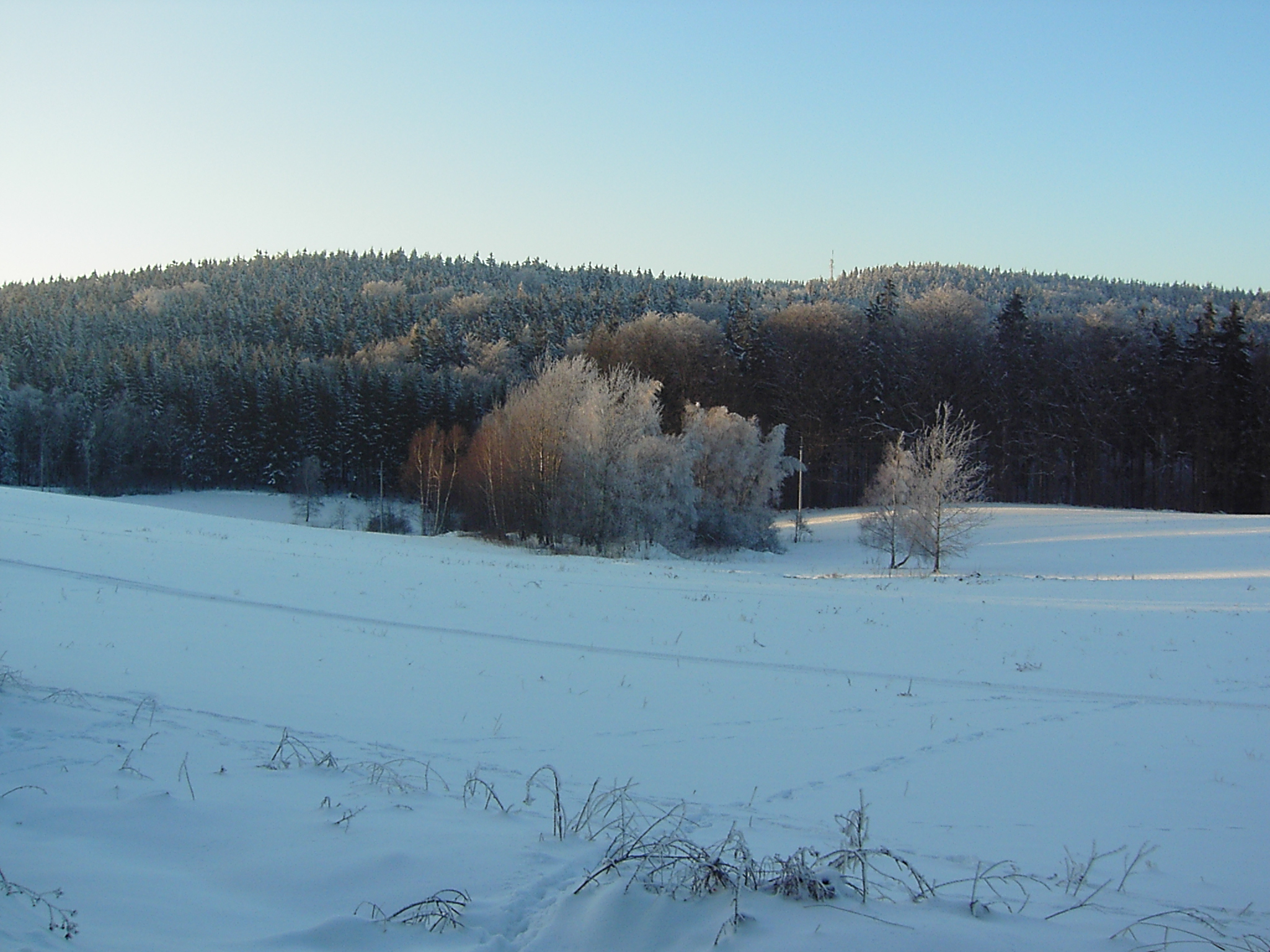
Tanečnice, pohled z cesty na Tomášov

Převážná část vrchu Tanečnice, včetně vrcholu, se nachází na západě Šluknovského výběžku v nejsevernější části České republiky, v Ústeckém kraji a okrese Děčín. Leží na západě města a zároveň katastrálního území Mikulášovice. Některé svahy, od severu přes západ až po jihozápad, se již nacházejí za státní hranicí na území Německa, v zemském okrese Saské Švýcarsko-Východní Krušné hory ve spolkové zemi Sasko. Zde zasahuje do katastrálních území Sebnitz a Hertigswalde, náležejících k velkému okresnímu městu Sebnitz. Kopec tak kvůli své poloze vytváří mezi městy Sebnitz a Mikulášovice přirozenou bariéru. Nejbližším sídlem, nacházejícím se asi 1 km jihovýchodně od vrcholu, je Tomášov, část obce Mikulášovice. Střed Mikulášovic leží 3 km východním směrem, střed Vilémova 3 km přibližně severním směrem, střed Dolní Poustevny 2,7 km severozápadně, střed Sebnitze 3,5 km západně a horní konec Hertigswalde 1,2 km jihozápadním směrem. Z turistického hlediska je Tanečnice často vnímána jako součást Českosaského Švýcarska.

### Geomorfologie

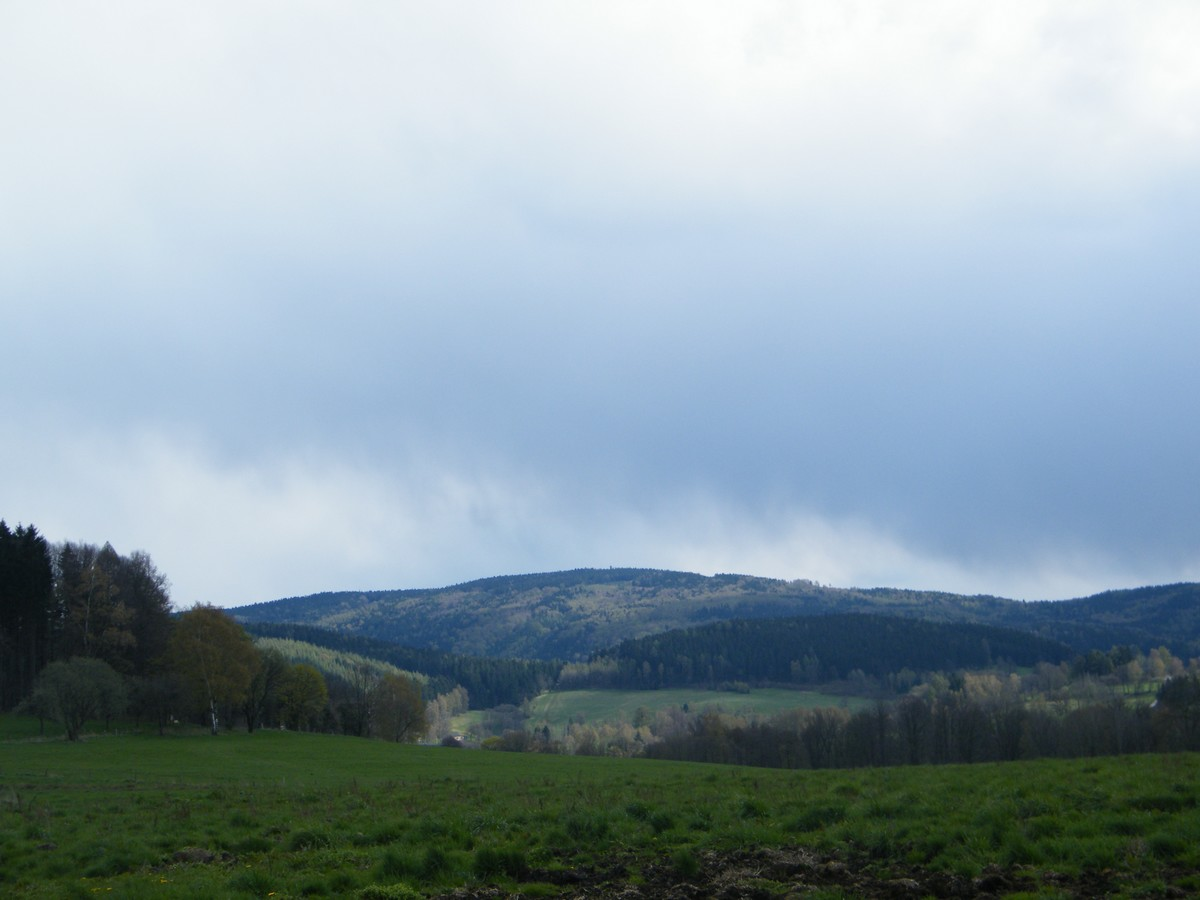
Pohled na Tanečnici od Nové Vísky

Krátký hřbet Tanečnice náleží ke geomorfologickému celku Šluknovská pahorkatina, který pod názvem Lauzitzer Bergland značně přesahuje hranice směrem do Německa, a jenž je součástí Krkonošské oblasti spadající pod Krkonošsko-jesenickou subprovincii České vysočiny. Vrcholová část Tanečnice je zaoblená až plochá, svahy jsou povětšinou příkré a nacházejí se na nich skalní tvary způsobené zvětráváním a odnosem, zejména četná kamenná moře. Se svou nadmořskou výškou 599 metrů je po Hrazeném (608 m) druhým nejvyšším vrcholem Šluknovské pahorkatiny a nejvyšším vrcholem jejího okrsku Šenovská pahorkatina, respektive podokrsku Mikulášovická pahorkatina.
Vlastivědné publikace a mapy 19. a první poloviny 20. století uvádějí odlišnou nadmořskou výšku, navíc v jadranském výškovém systému. Fiedlerova vlastivěda udává údaj 598,6 m, naproti tomu pohlednice, Bartmannova vlastivěda a další mapy uvádějí údaj 596 m. Poválečné mapy se v nadmořské výšce rovněž rozcházejí, kromě aktuálního údaje byly uváděny například výšky 597,0 m, 597,6 m či 597,3 m. Rozpor je způsoben dřívějším zaměřováním trigonometrického bodu východně od skutečného vrcholu; rozdíl nadmořských výšek činí 1,6 m.
Nejbližšími pojmenovanými vrcholy jsou Wolfstein (393 m) vzdálený 1,8 km směrem na sever, Šenovský vrch (487 m) ve vzdálenosti 3 km severovýchodně, Hůrka (493 m) vzdálená 2,1 km jihovýchodně, Wachberg (497 m) ve vzdálenosti 2,6 km na jihojihovýchod a Kaiserberg (495 m) vzdálený 1,6 km východním směrem.

### Geologie a půdy
Tanečnice náleží z geologického hlediska k lužickému žulovému masivu, jednomu z největších odkrytých žulových masivů ve střední Evropě. Nachází se severně od lužické poruchy a její podloží tvoří převážně lužický granodiorit prostoupený četnými žílami intruzivních hornin, zejména doleritu. Lužický granodiorit je oproti zbytku masivu mladší, jeho vznik se odhaduje na dobu před 280 miliony lety. Granodiorit v podloží Tanečnice je biotitický, středně zrnitý, pravidelně rozpukaný, přičemž pukliny bývají zaplněné vodou. Jeho zrnitost je stejnoměrná, barva se pohybuje od bělošedé po modravě šedou, zvětralý granodiorit má barvu rezavě hnědou. Bazický plagioklas v něm převažuje nad ortoklasem. Černohnědý biotit začasté vytváří pseudohexagonální tabulky. Žíly doleritu nejsou podrobněji zmapovány a jejich lokalizace vychází především ze starých německých map, kde je hornina označována jako diabas. Má černozelenou barvu, tvoří jej plagioklas (hlavně labradorit), pyroxeny (zejména augit), zelený amfibol, méně je zastoupen biotit, křemen, případně rudní příměsi. Šířka žil značně kolísá a pohybuje se od několika centimetrů po metry. Větší ložisko se nachází jižně od vrcholu (potvrzené geologickými sondami), menší žíly pak zejména na východních a severovýchodních svazích. Podél vodních toků překrývají starší granodiorit deluviofluviální nezpevněné hlinitokamenité či jílovitopísčité sedimenty čtvrtohorního stáří.
Mezi půdními typy převládá kambizem, povětšinou dystrická, ostrůvkovitě oglejená či rankerová, na východním, jihovýchodním a severovýchodním svahu mesobazická. Na velké ložisko doleritu jižně od vrcholu je vázán eutrofní ranker doprovázený eutrofní litozemí. Podél vodních toků se rozkládají modální gleje.

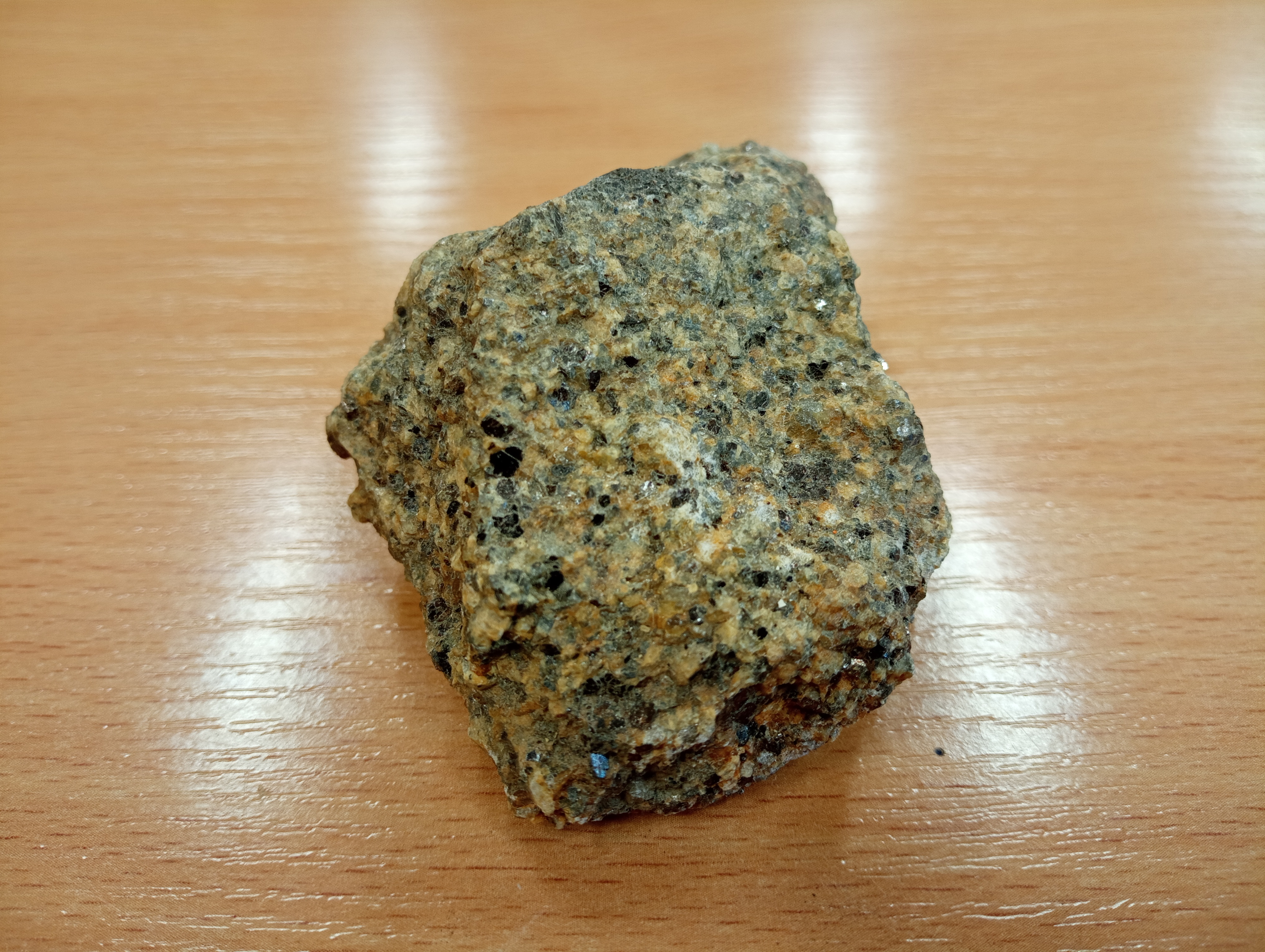
Silně zvětralý granodiorit, les u Tomášova
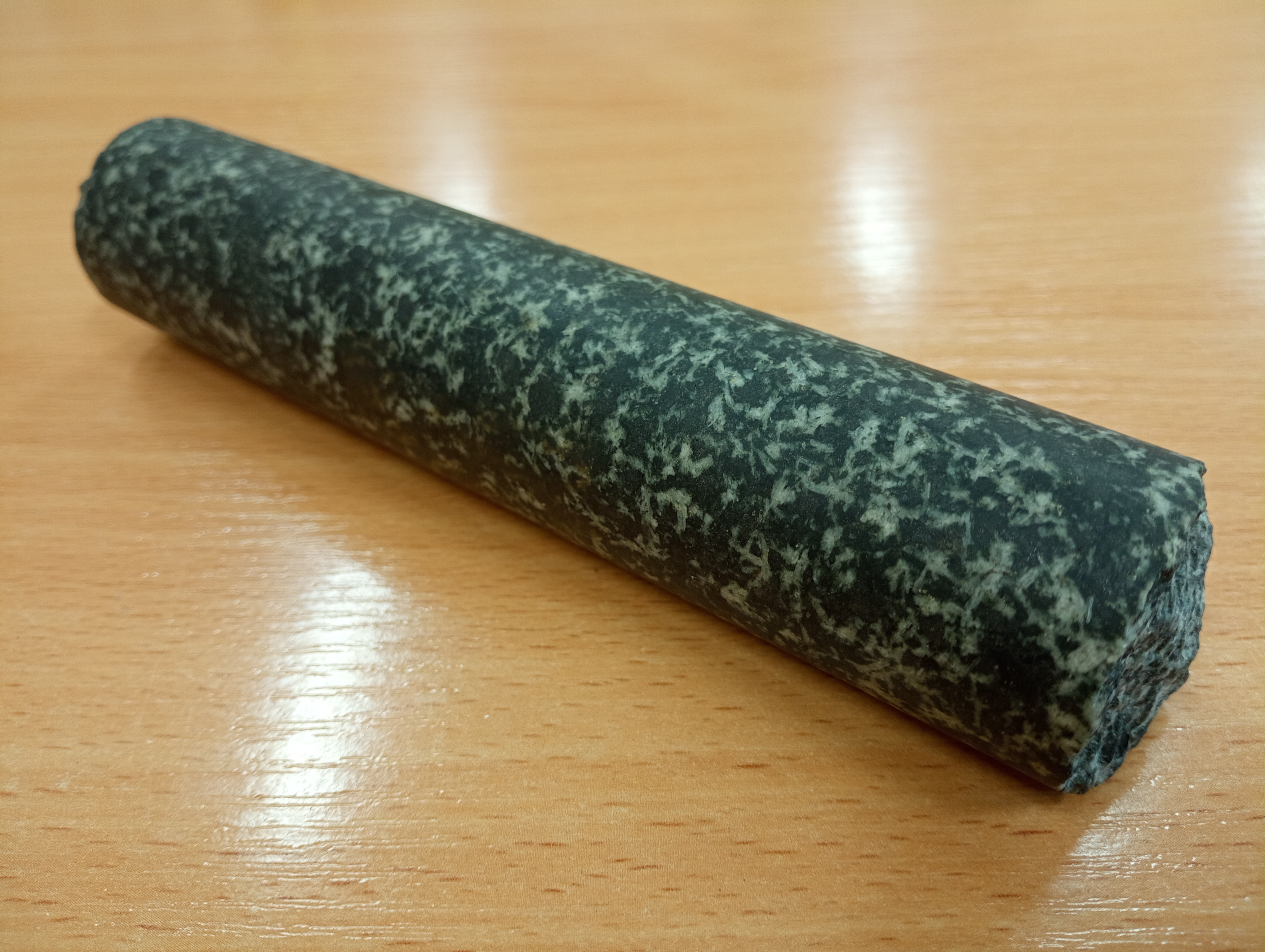
Dolerit z geologické sondy, jižní svah
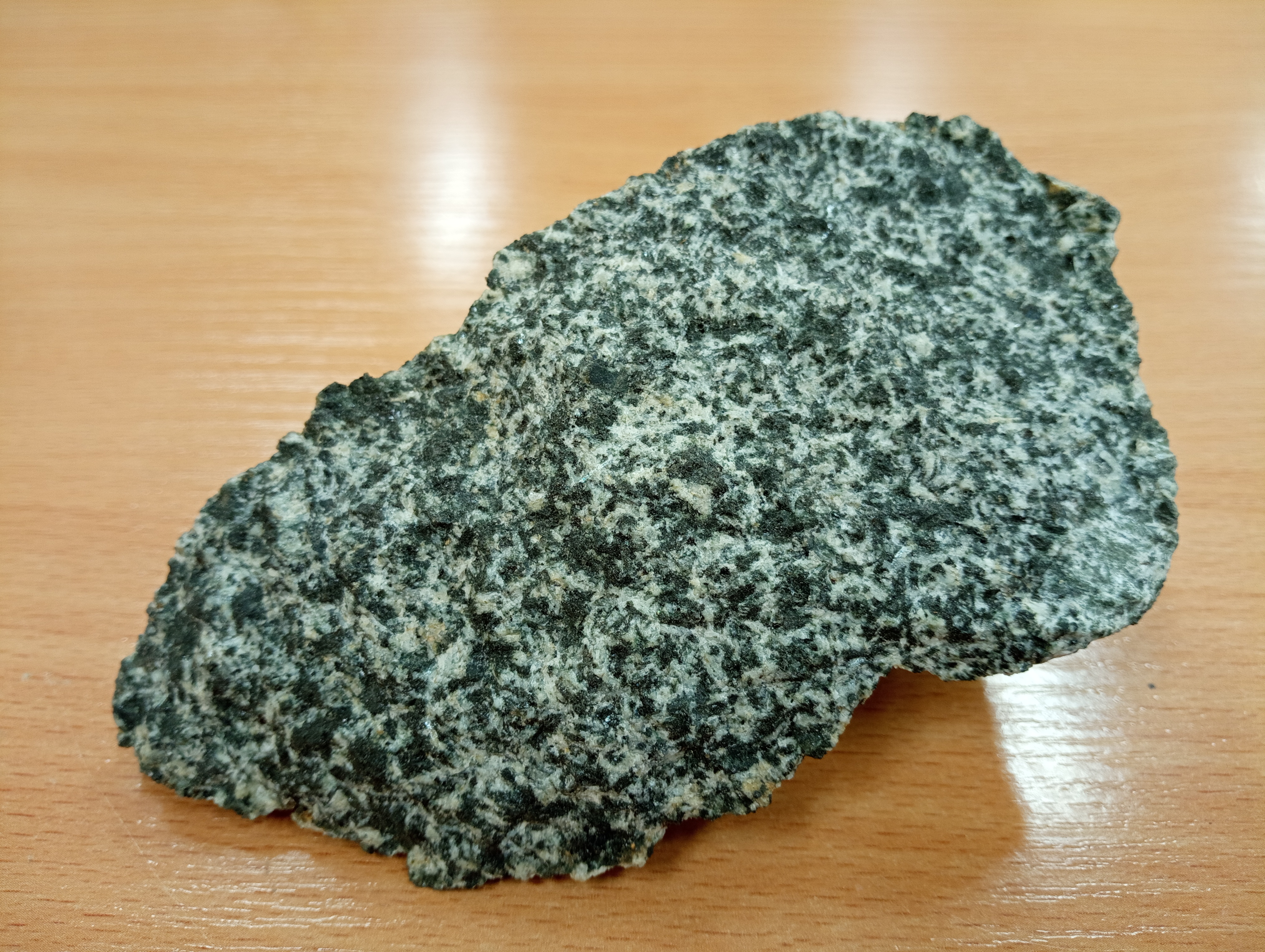
Dolerit, jižní svah
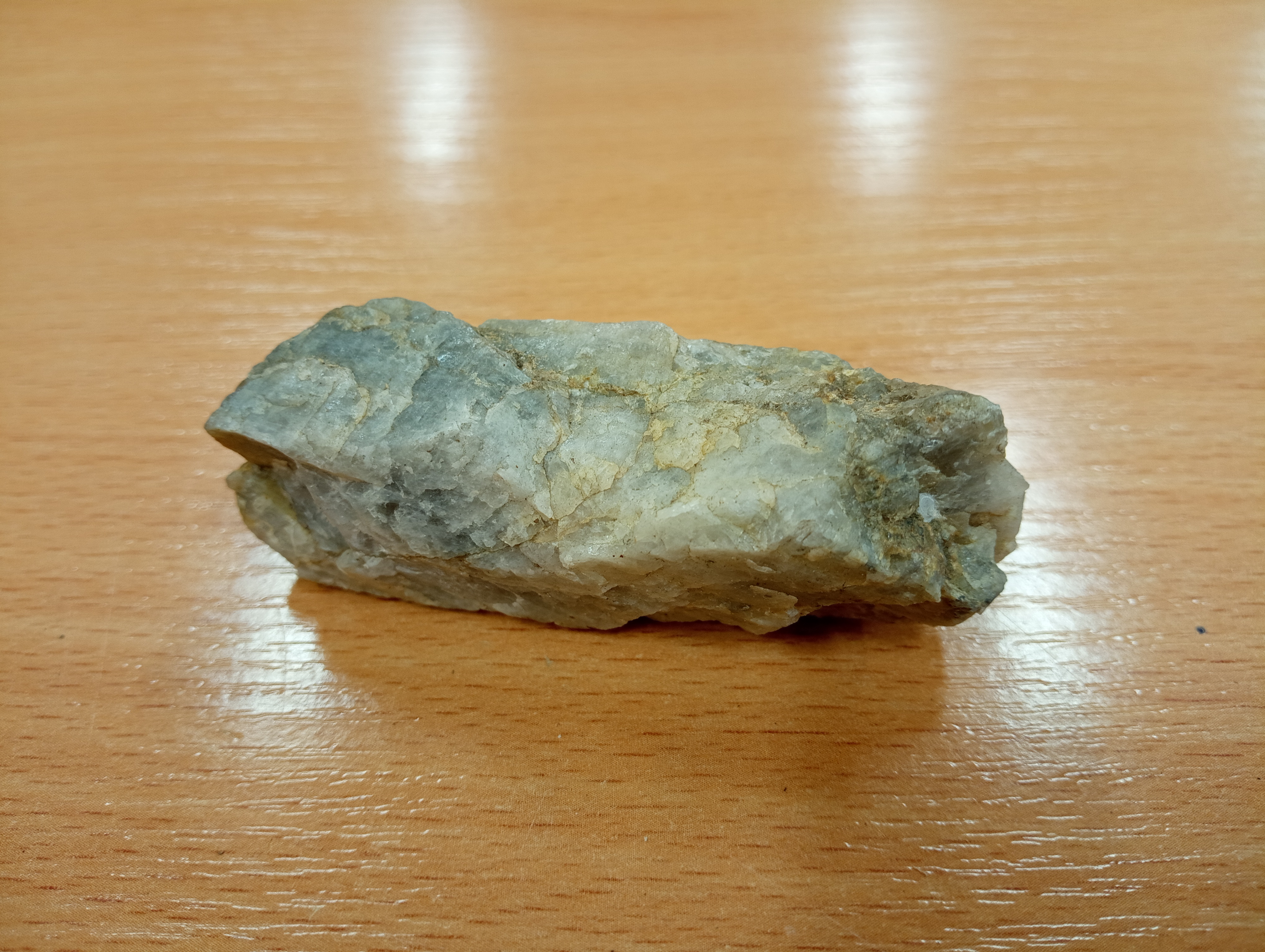
Křemen, východní svah
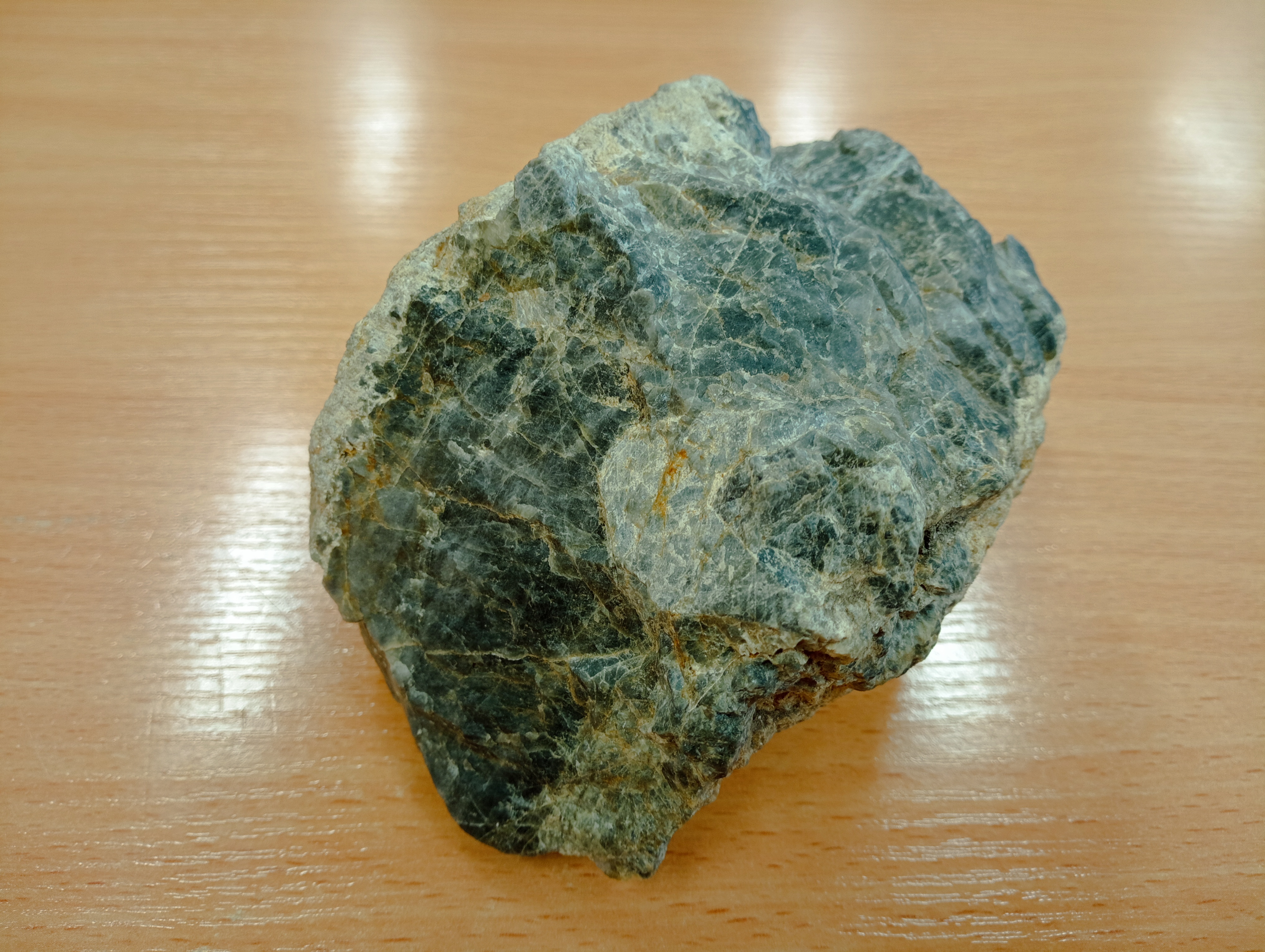
Křemen z pramene Studeného potoka
Bazaltoid s vyrostlicí křemene, jižní svah
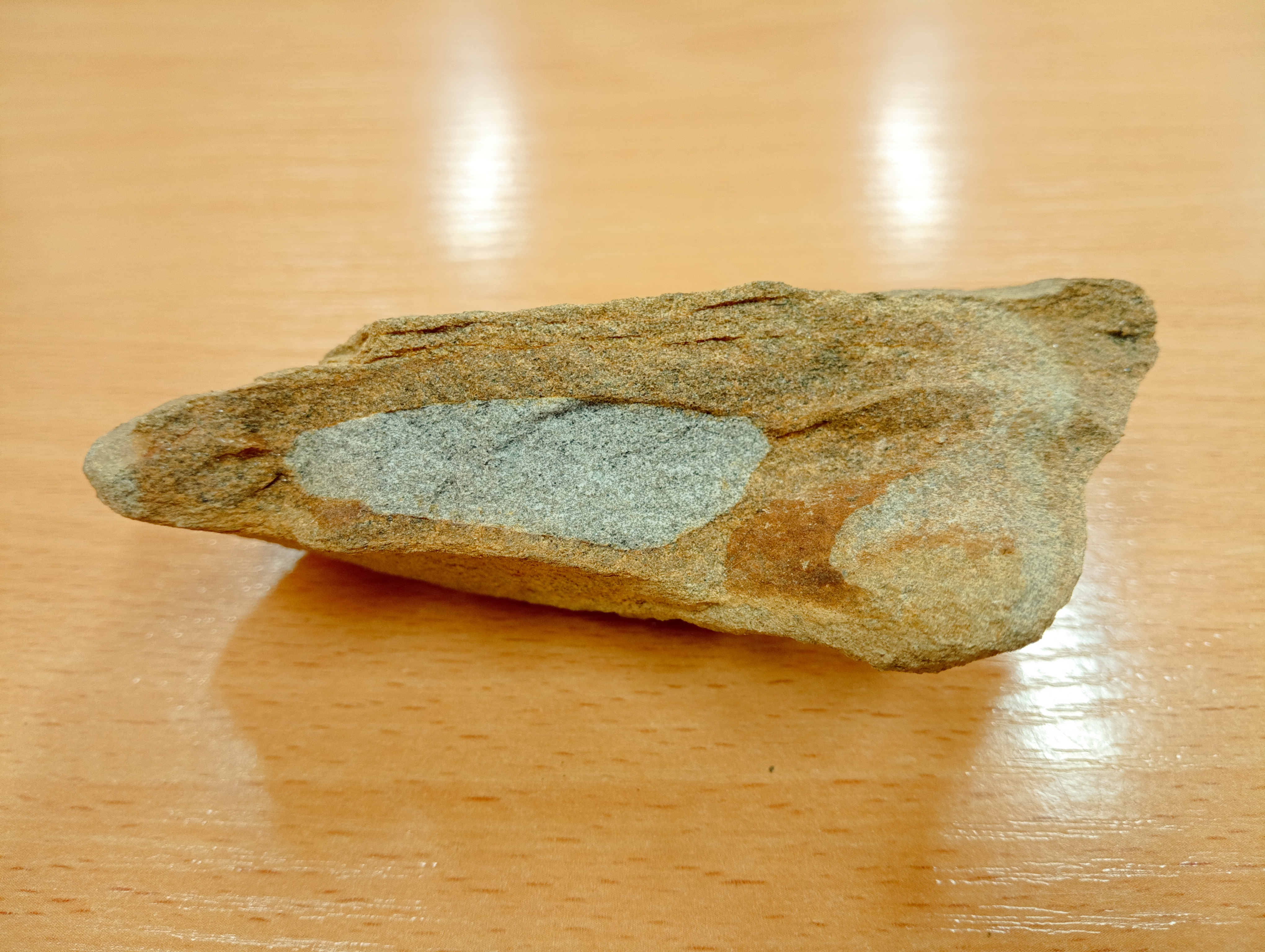
Drobová rula jako xenolit, východní svah
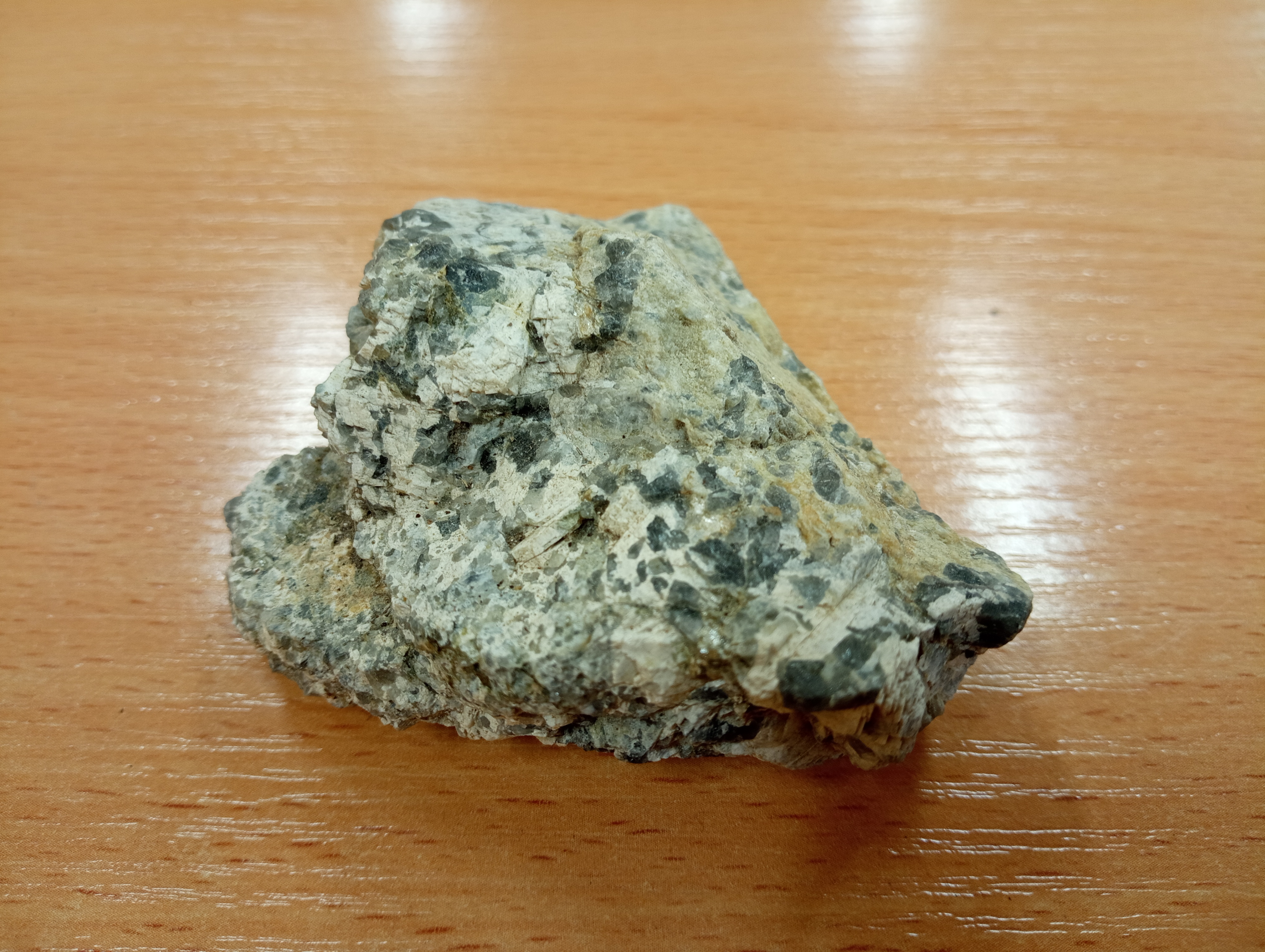
Granodioritový porfyr, východní svah

### Vodstvo

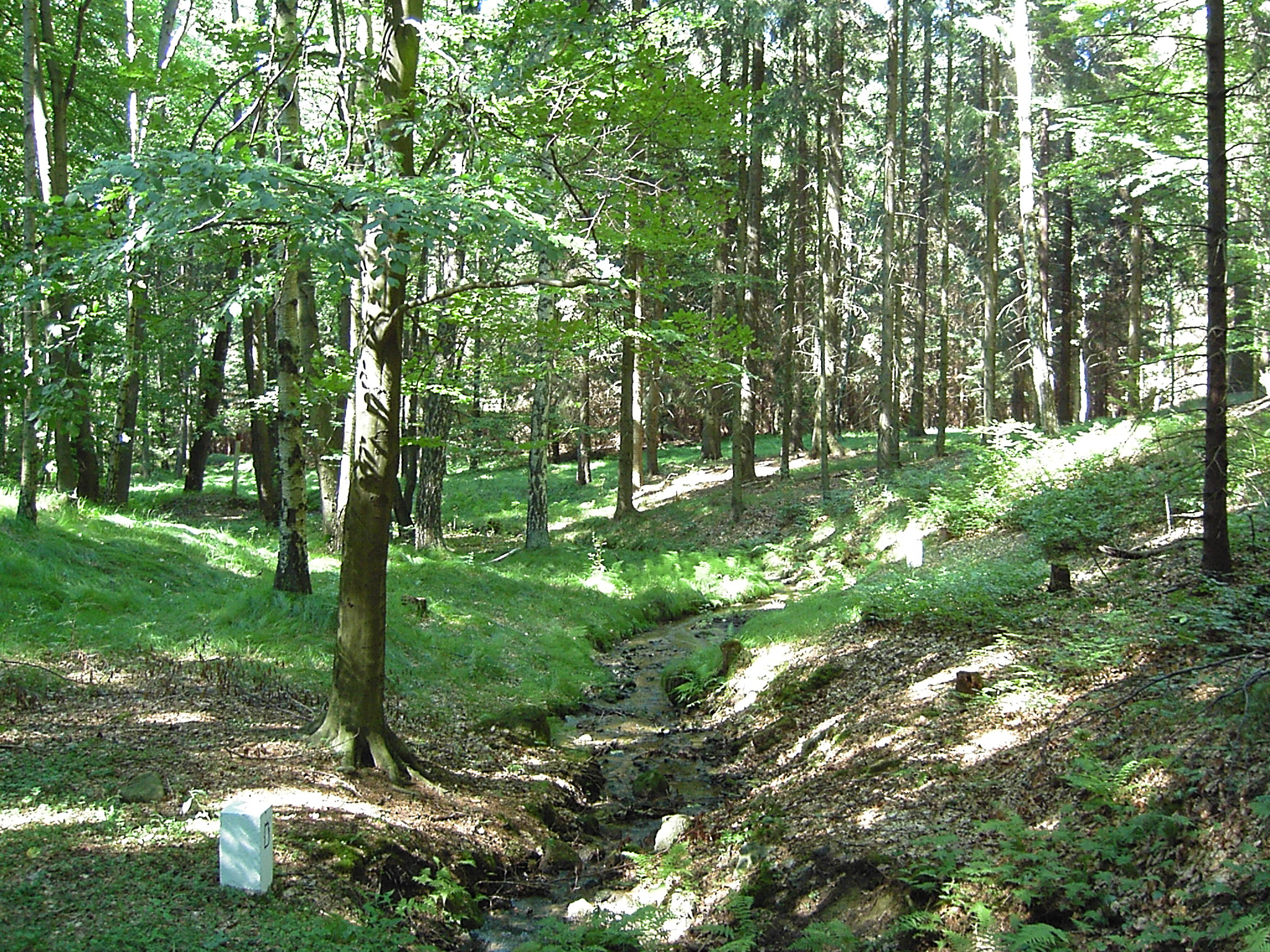
Hraniční potok na severním úpatí Tanečnice

Celý vrch náleží k úmoří Severního moře a zároveň k povodí Labe. Povodími druhého řádu jsou Sebnice a Křinice. Z hydrogeologického hlediska náleží vrch do rajónu Krystalinikum Šluknovské pahorkatiny. Vydatnost podzemních vod se ve svrchních vrstvách zvětralé horniny váže pouze na atmosférické srážky, hlouběji v puklinách je zvodnění stabilnější a méně závislé na srážkách. Vzhledem k příznivým hydrogeologickým podmínkám (rozpukané granodioritové podloží) vyvěrá na svazích Tanečnice několik pramenů. Na jihovýchodním svahu pramení v nadmořské výšce přibližně 480 m Studený potok, levostranný přítok Mikulášovického potoka, jenž na východním úpatí protéká rybníkem Vágnetrákem. Na severním svahu vyvěrá v nadmořské výšce asi 550 m Hraniční potok (na německé straně Wolfsbach či Waldflüßchen), který na území Německa ústí zleva do Sebnice, respektive Vilémovského potoka. Blízko státní hranice na severozápadním svahu pramení v nadmořské výšce přibližně 525 m potok Mannsgraben, levý přítok Sebnice. Na západním svahu vyvěrá několik pramenů Hertigswaldského potoka (v nadmořské výšce 505 až 520 m) směřujícího rovněž do Německa a ústícího zleva do Sebnice. Na jižních svazích pramení několik zdrojů Tomášovského potoka (nadmořská výška 475 a 520 m), který se na německé straně jmenuje Hessentrögelbach a vlévá se zleva do Ottendorfského potoka, jednoho z přítoků Křinice.

### Podnebí
Na základě dlouhodobých měření, především z první poloviny 20. století, se většina Šluknovského výběžku řadí dle Quittovy klasifikace do mírně teplé oblasti, přičemž Tanečnice spadá do mírně teplé oblasti MT 4. Nejbližší stálá meteorologická stanice leží ve Šluknově. Na základě jejího měření jsou průměrné roční teploty pro Šenovskou pahorkatinu odhadnuty na 6,5–7,0 °C, pro Tanečnici však vzhledem k nadmořské výšce vychází pod 6 °C. Nejchladnějším měsícem je dlouhodobě leden, nejteplejším pak červenec. Teplotu, kromě nadmořské výšky, ovlivňuje také převažující západní proudění. Vzduchové masy naráží na bariéru kopců a při výstupu do výšky se ochlazují. Vítr sílí s nadmořskou výškou a nejsilnější je u vrcholu. Tanečnice patří do oblasti bohaté na srážky, což zapříčiňuje převažující západní proudění přinášející dostatek vláhy. Bohatší na srážky jsou návětrné svahy a vyšší polohy. Při stoupání do výšky se vzduchové masy rozpínají a při ochlazování se vytváří srážky dopadající na zem. Průměrné roční hodnoty ve Šluknovské pahorkatině se pohybují v rozmezí 700–800 mm, přičemž ve vrcholových partiích Tanečnice mohou přesáhnout 900 mm.

### Flóra

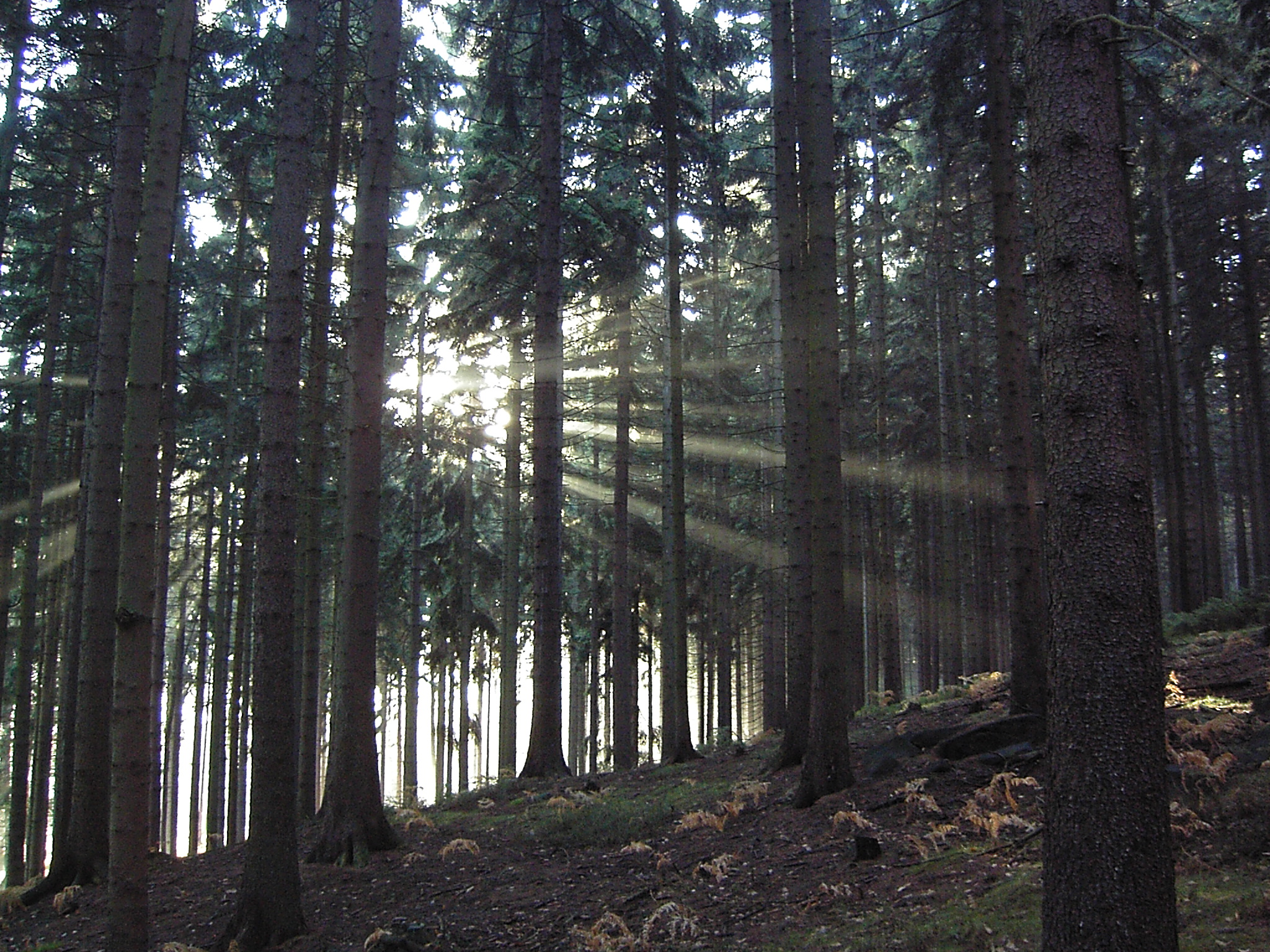
Smrkový les na jižním svahu

Z fytogeografického hlediska patří Tanečnice k okresu Šluknovská pahorkatina, který je lužickým zlomem ostře vymezen proti blízkému okresu Labské pískovce. Většinu povrchu pokrývají kulturní lesy s ostrůvkovitým výskytem původních porostů. Na východních a jihovýchodních svazích se nachází nepůvodní pastviny. Z lesnického hlediska se vrch nachází v 4.–5. lesním vegetačním stupni, tedy bukovém a jedlo-bukovém. Flóra je typicky hercynská, silně jsou zastoupeny suboceanické druhy a významně též druhy zavlečené. Mezi aktuální vegetací převládají od 19. století vysazované nepůvodní monokultury lépe sloužící hospodářským potřebám. Ty mají rychlejší produkci dřeva než původní dřeviny, jsou však náchylnější k polomům a devastací škůdci. Převažující dřevinou je smrk ztepilý (Picea abies) a doplňují jej modřín opadavý (Larix decidua) či jedle bělokorá (Abies alba). Bylinné patro je velmi chudé, typičtí zástupci jsou čarovník prostřední (Circaea × intermedia), kostřava lesní (Festuca altissima), ostřice řídkoklasá (Carex remota) či strdivka jednokvětá (Melica uniflora). Vzácné jsou kapraď rezavá (Dryopteris affinis) či ostružiník hojnokvětý (Rubus geminatus). Mezi zavlečenými druhy dominuje náprstník červený (Digitalis purpurea).

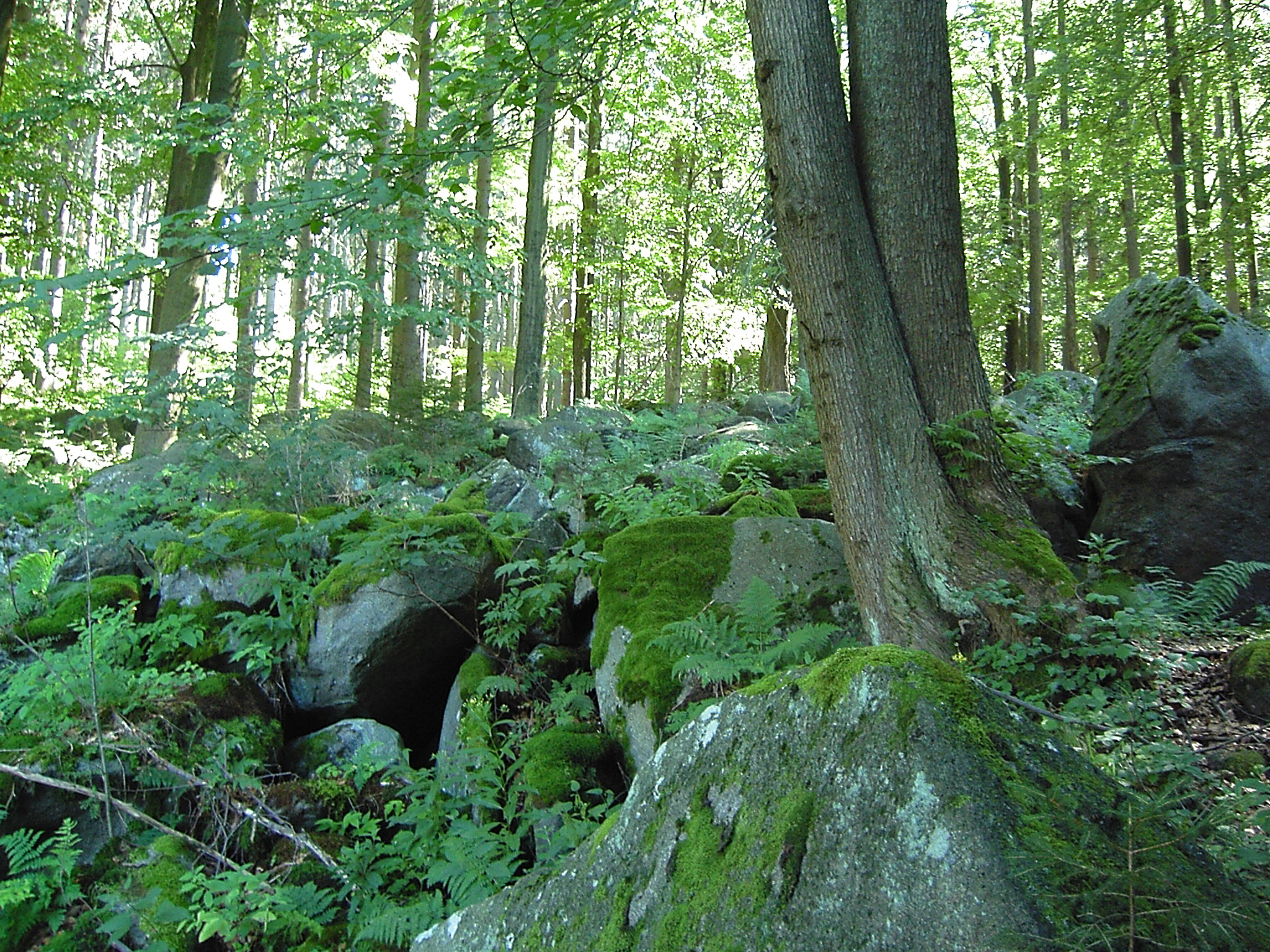
Lesní porost s kamenným mořem

Přirozenou, potenciálně očekávanou vegetaci představují povětšinou acidofilní bučiny, které ještě v 18. století tvořily na Tanečnici většinu porostů. Zachovaly se především na západních a jižních svazích a jsou vázány na kyselý granodiorit. Dominuje jim buk lesní (Fagus sylvatica) a doplňovaly jej další listnaté stromy, především dub zimní (Quercus petraea) a javor klen (Acer pseudoplatanus), ve vrcholových partiích také jedle bělokorá (Abies alba). Bylinné patro je velmi chudé, typickými zástupci jsou metlička křivolaká (Deschampsia flexuosa), bika bělavá (Luzula luzuloides), pstroček dvoulistý (Maianthemum bifolium) nebo brusnice borůvka (Vaccinium myrtillus). Kolem pramenišť a vodních toků se v malém množství dochovaly původní údolní jasanovo-olšové luhy, kde převažují jasan ztepilý (Fraxinus excelsior) a olše lepkavá (Alnus glutinosa). Z bylin je v nich zastoupena ostřice řídkoklasá (Carex remota), pomněnka hajní (Myosotis nemorosa), škarda bahenní (Crepis paludosa), kozlík výběžkatý (Valeriana excelsa), krabilice chlupatá (Chaerophyllum hirsutum) či ptačinec hajní (Stellaria nemorum).
Na svazích blíže k zástavbě Mikulášovic se rozkládají krátkostébelné poháňkové pastviny a trvale vlhké vysokobylinné a vysokostébelné louky, představované zejména pravidelně sečenými loukami a neobhospodařovanými loukami (takzvaná tužebníková lada). Charakteristické jsou pro ně poháňka hřebenitá (Cynosurus cristatus), podzimka obecná (Scorzoneroides autumnalis), jílek vytrvalý (Lolium perenne), kostřava luční (Festuca pratensis), pro vlhké pastviny blatouch bahenní (Caltha palustris), hadí kořen větší (Bistorta major), děhel lesní (Angelica sylvestris), pcháč zelinný (Cirsium oleraceum) či skřípina lesní (Scirpus sylvaticus).

#### Kůrovcová kalamita
Opakující se sucha v 10. letech 21. století podpořila šíření lýkožrouta smrkového (Ips typographus) v hospodářských lesích na Šluknovsku, které patřilo v rámci kůrovcové kalamity mezi nejpostiženější regiony v Česku. Ponejvíce v letech 2019 až 2022 musela být vytěžena převážná část smrkových monokultur v západní a jižní části katastrálního území Mikulášovic od Tanečnice přes Zlodějskou stezku k Hraničnímu vrchu a dále na východ. Na Tanečnici byly nejpostiženějšími částmi prostor kolem vrcholu a východní svahy směrem k zástavbě Mikulášovic.

### Fauna

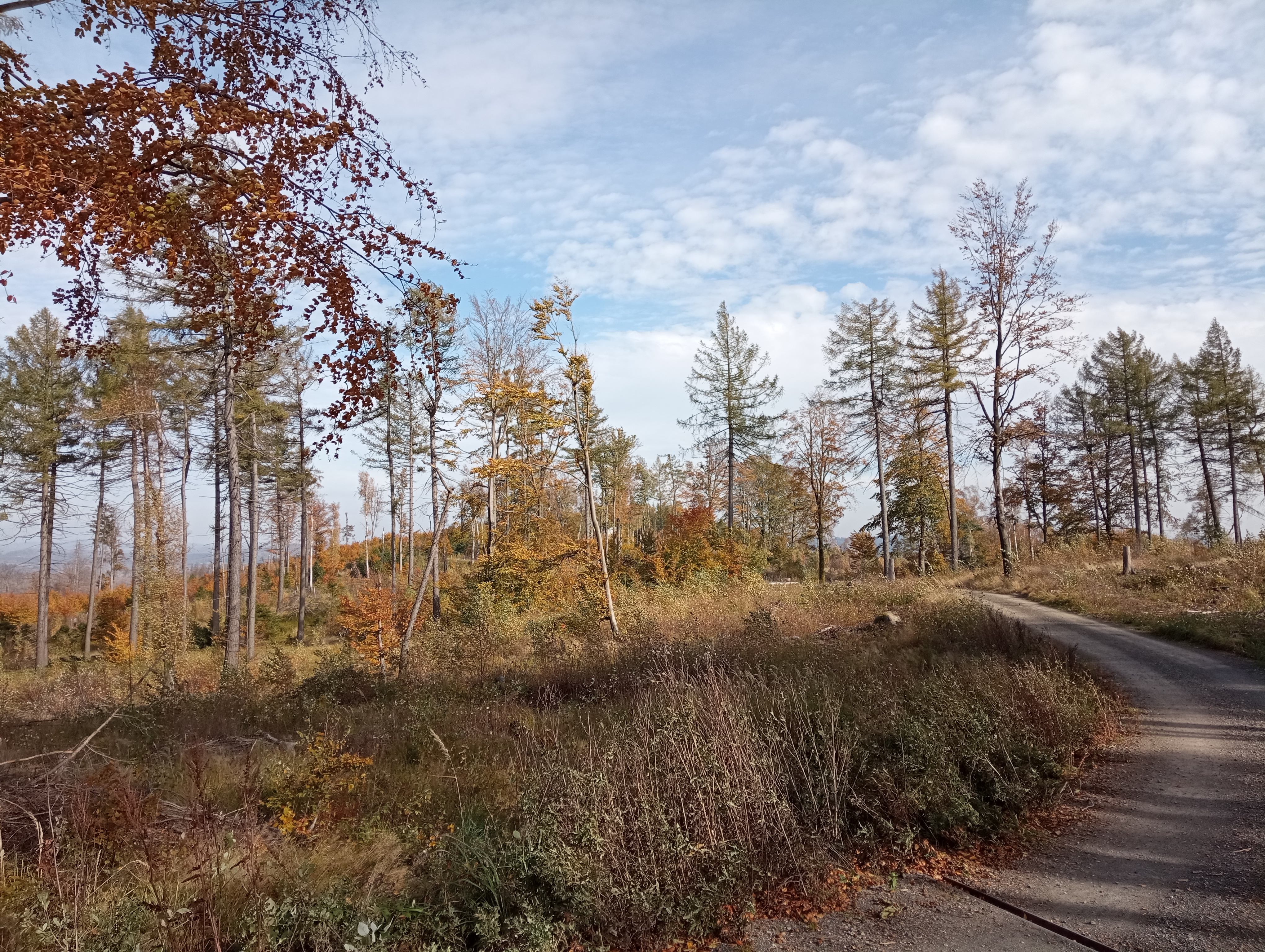
Východní svah s pasekou vzniklou po kůrovcové těžbě

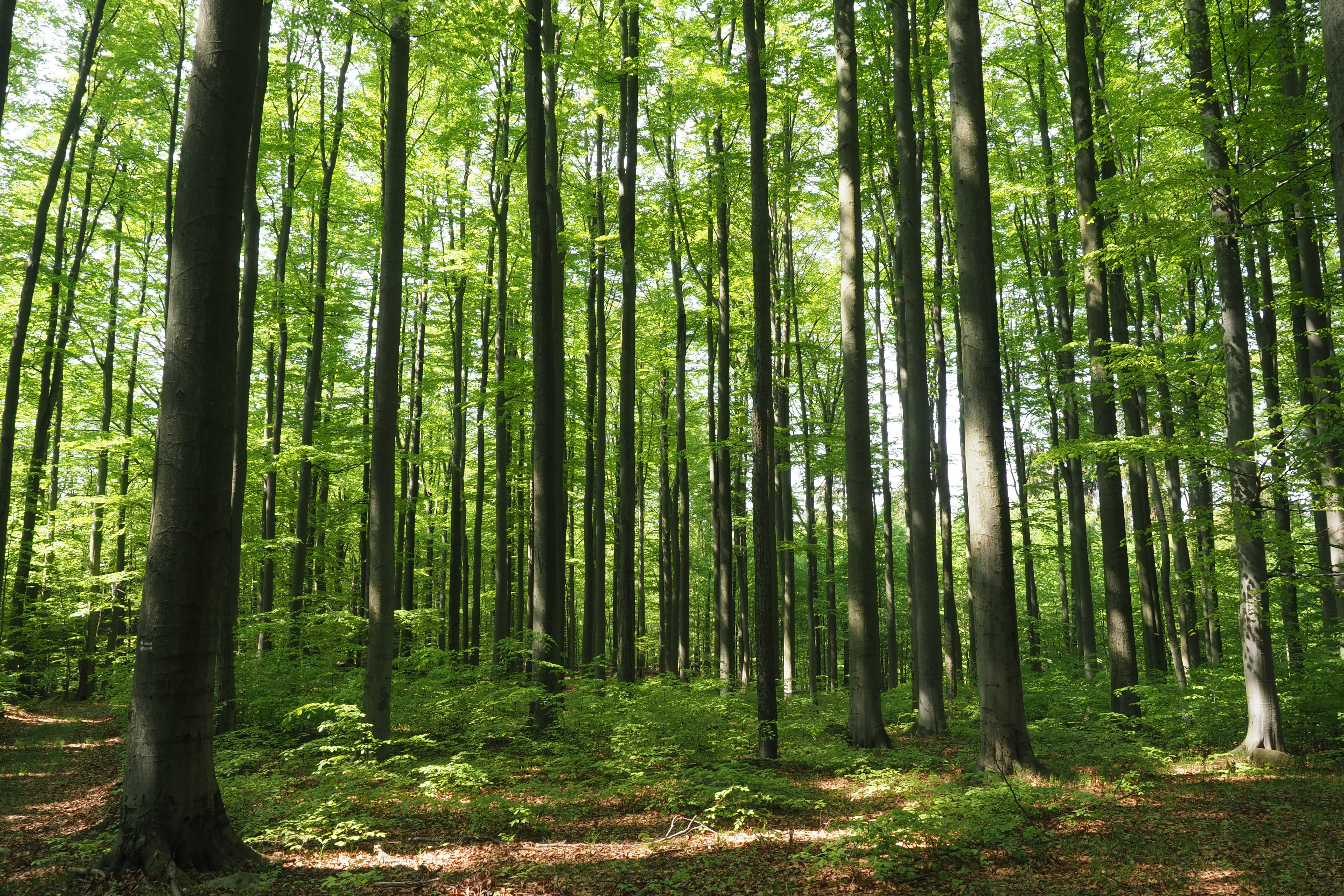
Přírodní rezervace Heilige Hallen

Druhová skladba živočišstva je ovlivněna množstvím lesních ploch a má tedy převážně lesní charakter, přičemž odpovídá lesům v jiných částech Šluknovské pahorkatiny. Ze zástupců hmyzu se vyskytuje mravenec lesní (Formica rufa) či na smrkové porosty vázaní pestrokrovečník mravenčí (Thanasimus formicarius), tesaříkovití (Cerambycidae) a kůrovci (Scolytinae). Zástupci obojživelníků jsou hojní kolem vodních toků, nejrozšířenější jsou ropucha obecná (Bufo bufo), skokan skřehotavý (Pelophylax ridibundus), krátkonohý (Pelophylax lessonae) či hnědý (Rana temporaria). Z plazů jsou běžní slepýš křehký (Anguis fragilis), ještěrka živorodá (Zootoca vivipara), užovka obojková (Natrix natrix) či zmije obecná (Vipera berus). Mezi hojně zastoupené ptáky patří puštík obecný (Strix aluco), výr velký (Bubo bubo), strakapoud velký (Dendrocopos major) či datel černý (Dryocopus martius). Lesy na Tanečnici jsou vhodným prostředím pro chráněné zástupce letounů. Pozorováni byli netopýr velký (Myotis myotis), velkouchý (Myotis bechsteinii), rezavý (Nyctalus noctula) či ušatý (Plecotus auritus). K nejčastějším zástupcům hlodavců patří veverka obecná (Sciurus vulgaris) v rezavé i hnědé formě a myšice lesní (Apodemus flavicollis). Z původních šelem se řadí k hojným druhům liška obecná (Vulpes vulpes), kuna skalní (Martes foina) i lesní (Martes martes), lasice hranostaj (Mustela erminea) či kolčava (Mustela nivalis). Z dalších šelem se vyskytuje jezevec lesní (Meles meles) a introdukovaný psík mývalovitý (Nyctereutes procyonoides), nízké stavy má reintrodukovaný rys ostrovid (Lynx lynx) či tchoř tmavý (Mustela putorius). V minulosti byli vyhubeni medvěd hnědý (Ursus arctos), vlk obecný (Canis lupus) a kočka divoká (Felis silvestris). Mezi sudokopytníky převládá srnec obecný (Capreolus capreolus), jelen evropský (Cervus elaphus) a prase divoké (Sus scrofa). Roku 2018 byli ve zdejších lesích pozorováni vlci, kteří do Šluknovské pahorkatiny pronikají ze sousedního Německa.

### Ochrana životního prostředí
Česká část Tanečnice leží v nejsevernějším cípu Chráněné krajinné oblasti Labské pískovce, vyhlášené v roce 1972. Na východním úpatí vrchu tvoří její hranici železniční trať Rumburk – Panský – Mikulášovice. Tanečnice se zároveň nachází v Ptačí oblasti Labské pískovce, která zde má shodnou hranici. Vyhlášena byla roku 2004 za účelem ochrany evropsky významných, ohrožených a mizejících druhů ptáků. Na severozápadních svazích v Sebnitzském lese se od roku 1961 nacházejí dvě přírodní rezervace Gimpelfang (rozloha 10,29 ha) a Heilige Hallen (rozloha 32,78 ha), jež jsou součástí evropsky významné lokality Sebnitzer Wald und Kaiserberg (rozloha 239 ha). Předmětem ochrany jsou především původní bukové a lužní porosty. Další evropsky významná lokalita Lachsbach- und Sebnitztal zasahuje na severozápadní úpatí a zahrnuje Vilémovský potok a rybník Wiesenwegteich. Na východním úpatí roste památný strom javor klen.

## Historie

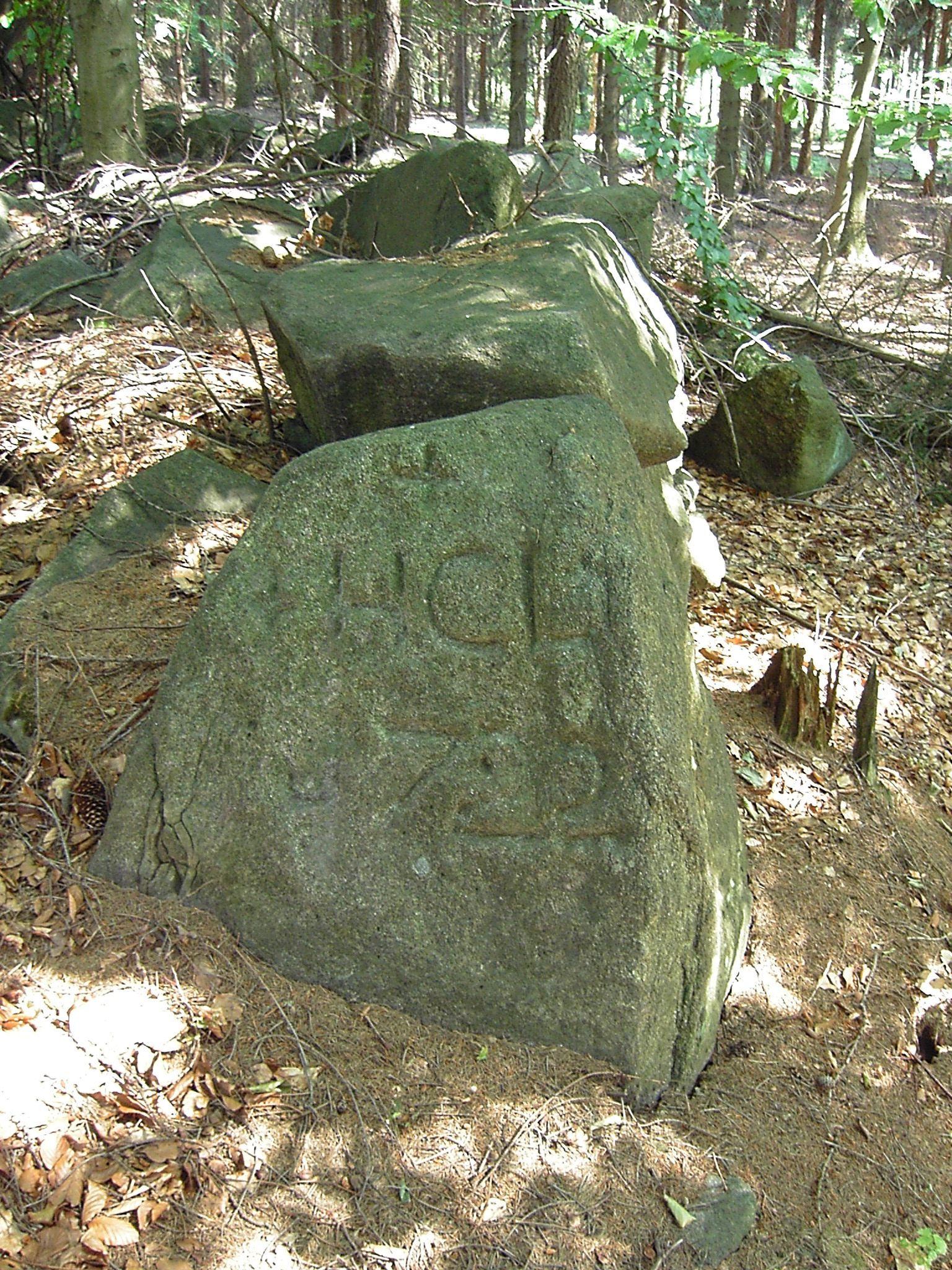
Kamenný val na jižním svahu

V době kolem roku 1000 se stala oblast Šluknovského výběžku součástí Míšeňského markrabství, jež bylo součástí Svaté říše římské. Od 13. století byla severní část Šluknovska součástí hohnsteinského panství, spravovaného z hradu Hohnsteinu. Odtud také přišla kolonizace dosud pustých pohraničních hvozdů. Patrně v polovině 13. století tak bylo poblíž západního úpatí založeno městečko Sebnitz (možné je i starší slovanské osídlení) a přibližně ve třetí čtvrtině 13. století východně od Tanečnice ves Mikulášovice. Tanečnice zůstávala vzhledem k nadmořské výšce neosídlená, na jejích svazích a úbočích však vznikly četné stezky, které vysoký kopec obcházely. Přes severní úpatí vedla od středověku Alte Nixdorfer Straße (Stará mikulášovická silnice) spojující dolní Mikulášovice s městem Sebnitz. Jižním směrem vedla důležitá obchodní stezka do Hertigswalde a dále do Lichtenhainu, kde se napojovala na Českou stezku (Böhmische Steig) spojující Budyšín s labským přístavem Schandau. Když roku 1353 dosadil císař Karel IV. (1316–1378) na hrad Hohnstein rod Berků z Dubé, připadlo zároveň panství k Českému království. V průběhu třicetileté války (1618–1648) posloužily lesy na Tanečnici a v jejím okolí jako útočiště pro obyvatele okolních vesnic, kteří trpěli drancováním procházejících vojsk. Z této doby patrně pochází Křticí kámen v Sebnitzském lese.
Osídlování prostoru dnešního Tomášova na jižním úpatí Tanečnice začalo až v 18. století, kdy držel lipovské panství starohrabě Leopold Antonín ze Salm-Reifferscheidtu (1699–1769). Ten zde nechal v letech 1723–1724 postavit první budovu, a to hostinec Thomsschänke. Od roku 1735 postupně vyrostla kolem hostince malá vesnice Thomasdorf (Tomášov). Ta měla až do roku 1850 vlastního rychtáře a od roku 1839 zde byla umístěna celnice. V první polovině 19. století patřil celý prostor Thomaswaldu jako dominikál k majetku starohraběcí rodiny Salm-Reifferscheidtů. Část svahů označovaná jako Hirschelsberg byla jako rustikál rozparcelována na menší plochy ve vlastnictví sedláků. Rychtářův a starohraběcí úděl odděloval kamenný val.

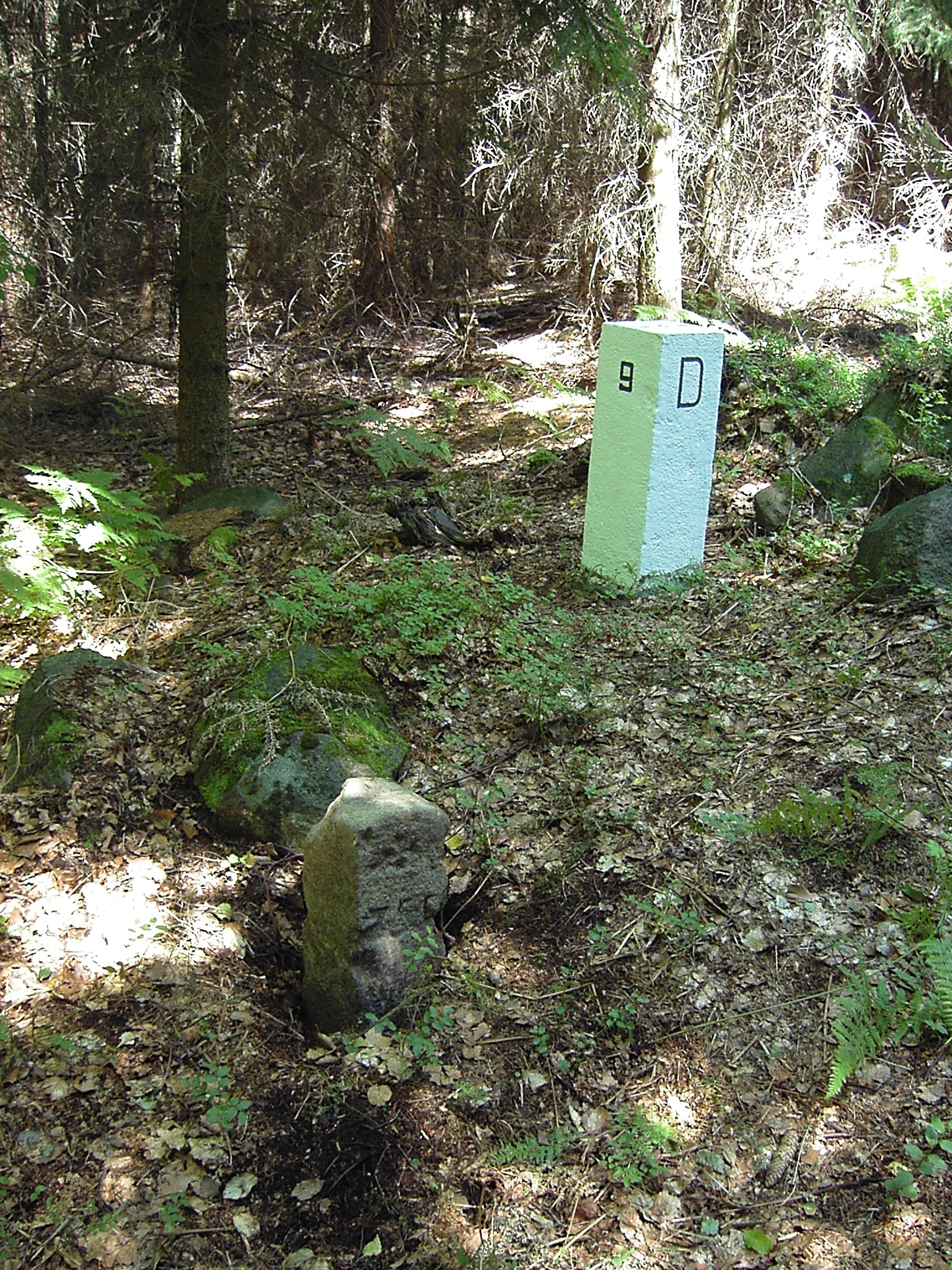
Historický hraniční kámen na státní hranici

Na vrcholu Tanečnice stávala již ve 30. letech 19. století dřevěná triangulační věž, která sloužila zeměměřičům při sestavování map stabilního katastru. Ta zvláště v druhé polovině 19. století stále více přitahovala výletníky a turisty. Mikulášovičtí turisté, pod vedením Wenzela Pilze a Josefa Herlta, roku 1885 založili Gebirgs- und Verchönerungs- Verein zu Nixdorf (Horský a okrašlovací spolek pro Mikulášovice), který začal připravovat výstavbu skutečné rozhledny. Pro stavbu získali svolení od majitele pozemků, Franze hraběte Salm-Reifferscheidta (1819–1887). Rozhledna, zvaná Kronprinz Rudolf-Turm (Věž korunního prince Rudolfa), postavená podle plánů stavitele Schichta, nesla jméno následníka trůnu Rudolfa Habsbursko-Lotrinského (1858–1889) a dokončena byla na podzim 1886. Ze smrků pokácených v nedaleké vsi Kopec ji zhotovil mikulášovický tesař August Rösler. Slavnostně byla otevřena 6. října 1886, přesně rok po založení spolku. V květnu 1887 ji pak nechal spolek požehnat. Již během výstavby rozhledny vedle ní vyrostl dřevěný kiosek, který provozoval Wenzel Pilz. Podle skromného vzhledu se stánku, s odkazem na tehdy oblíbený román americké spisovatelky Harriet Beecher Stoweové (1811–1896), říkalo Onkel Toms Hütte (Chaloupka strýčka Toma). Roku 1887 dřevěný stánek nahradila restaurace ve švýcarském stylu. Nově postavenou rozhlednu 3. července 1887 poškodil zásah blesku, z prostředků spolku však byla brzy opravena. Dřevěná rozhledna stála na vrcholu až do 26. května 1903, kdy ji zničila silná vichřice. Horský spolek začal následně jednat o výstavbě nové zděné věže. Z předložených architektonických návrhů zvítězily plány od mikulášovického stavitele Josefa Scholze, podle kterého se začalo bezprostředně po odklizení trosek stavět. Základní kámen zděné rozhledny byl položen 10. července 1904. Stavba trvala necelý rok a přišla na 24 tisíc rakouských korun. Slavnostní otevření a předání do užívání se uskutečnilo 28. května 1905. Nová rozhledna nesla jméno Bismarckturm (Bismarckova věž), a to na počest německého kancléře Otto von Bismarcka (1815–1898). Po dokončení se stala nejsevernější rozhlednou Rakousko-Uherska a posléze Československa a Česka. Roku 1929 vystřídal ve vedení restaurace oblíbeného hostinského Wenzela Pilze jeho syn Quido Pilz.
V průběhu druhé světové války o rozhlednu křídlem zavadil letoun značky Junkers, jenž se pak nedaleko vrcholu zřítil. Rozhledna zůstala v následujících letech poškozená a brzy po skončení války zanikla restaurace. Dne 4. května 1946 ji zachvátil požár a kvůli špatné dostupnosti stavba shořela do základů. Až do počátku 60. let 20. století tvořil vrch Tanečnice součást hraničního pásma a zdejší lesy, včetně rozhledny, nebyly přístupné veřejnosti. Obnova rozhledny přišla po zrušení hraničního pásma. V letech 1966–1967 ji opravil Městský národní výbor (MěNV) v Mikulášovicích za pomoci národních podniků Mikov a Stap, znovu otevřena pro veřejnost byla roku 1969. Vedle rozhledny vyrostl provizorní dřevěný kiosek. Na místě vyhořelé restaurace začal na jaře roku 1979 stavět MěNV novou restauraci nazvanou Koliba. Výstavba se však kvůli nedostatku finančních prostředků, materiálu a hlavně pracovních sil neúměrně protahovala, takže byla dokončena až v roce 1986. Poslední rekonstrukce rozhledny, zvláště vnitřních omítek a nátěru kovových prvků, proběhla v roce 2004 u příležitosti oslav stého výročí položení základního kamene. Protože ve třetí dekádě 21. století vyžaduje rozhledna rozsáhlejší opravu, začalo město Mikulášovice roku 2024 přípravy na celkovou rekonstrukci rozhledny a vypsalo při té příležitosti veřejnou sbírku.

## Stavby

### Věž korunního prince Rudolfa

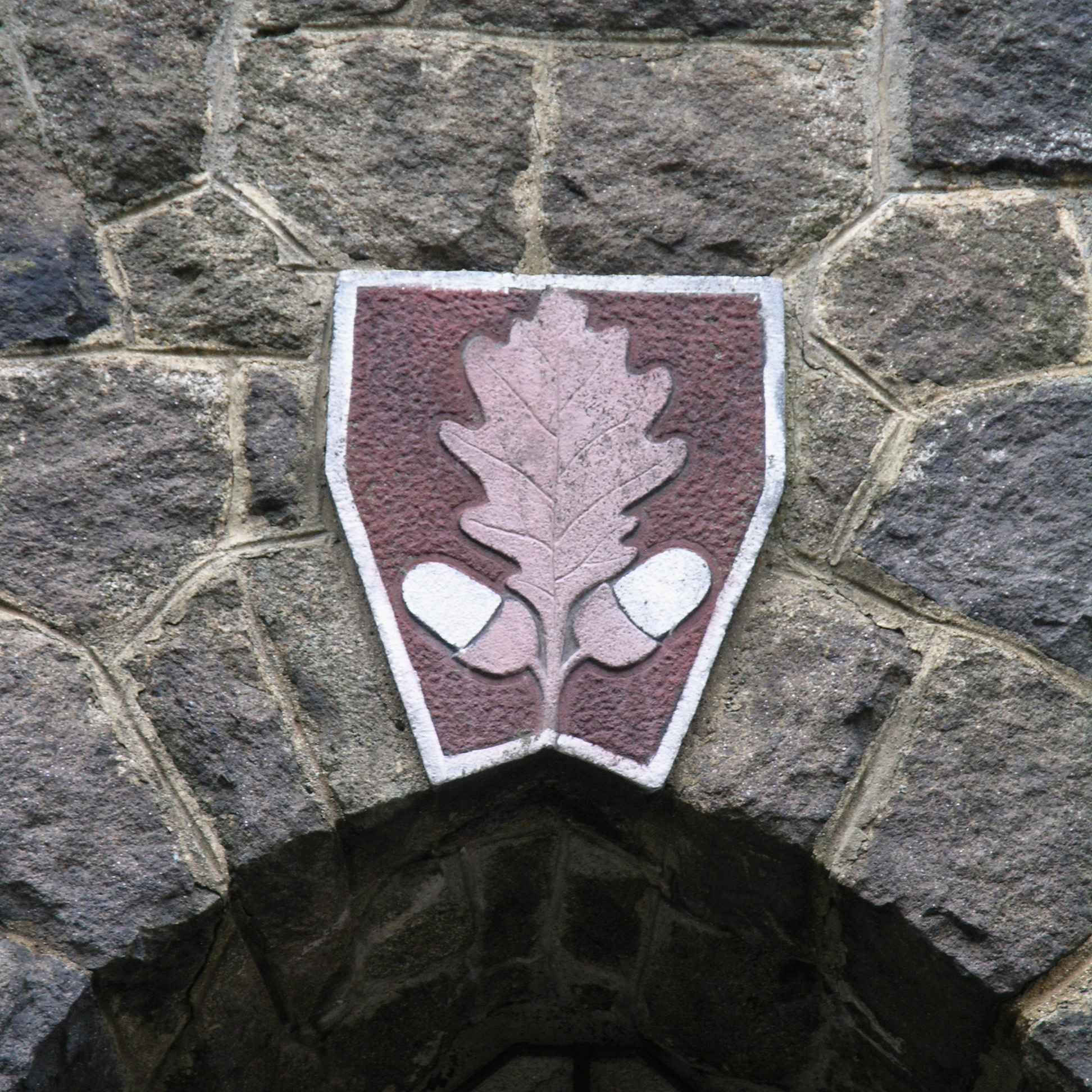
Znak z vchodu do rozhledny

První rozhledna na vrcholu Tanečnice byla celodřevěná ve tvaru kvádru, zhotovená převážně ze smrkových trámů a opatřená hromosvodem. Ve všech čtyřech rozích kotvily věž ocelová lana uvázaná v šestém patře. Její výška dosahovala 26 metrů a na vyhlídkovou plošinu vedlo po dvou schodištích 128 schodů. Rozhledna byla rozdělena celkem do sedmi pater, přičemž vyhlídka byla možná ze čtvrtého a posledního sedmého. Vyhlídková plošina v sedmém patře měla plochu 16 m² (4×4 m).

### Rozhledna Tanečnice
Zděná osmiboká rozhledna se svou výškou 26 metrů shoduje se svou předchůdkyní. Prvních 10 metrů je vystavěno z opracovaného granodioritu, zbylých 16 metrů je z neomítnutých pálených cihel. K vrcholu vede 136 schodů. Vpravo od vchodu je v podezdívce umístěn základní kámen s letopočtem 1904. Cihlovou část obepínají ocelové pásy, které zpevňují zdivo poškozené nárazem letadla. Nad vchodem zakončeným lomeným obloukem je v klenáku umístěn znak s dubovým listem a dvěma žaludy.

### Restaurace
První Chaloupka strýčka Toma byl nevelký celodřevěný kiosek obdélníkového půdorysu se zkosenou pultovou střechou stlučený z prken. Stánek nahradila horská chata ve švýcarském stylu. Ve 30. letech 20. století byl prodloužen lokál. Převážně dřevěná stavba měla zděnou zadní část a základy s terasou. Normalizační budova restaurace využila základů předchozí chaty. Je přízemní s dvěma obytnými místnostmi v podkroví a před vchodem je umístěna terasa.

### Další stavby
Na Tanečnici se nachází další drobné stavby. Na jižním svahu se při cestě dříve nazývané Wallweg (Hradební cesta) táhne kamenná zeď, jejíž krajní kámen nese nápis „+HCL“ a letopočet 1722. Kamenná hradba sloužila v minulosti jako hranice mezi pozemky vrchnosti a tomášovského rychtáře, původní určení byla patrně ochrana lesních pozemků nebo určení hranice pro robotní povinnosti. Severovýchodním směrem od vrcholu je vyhloubená 25 metrů hluboká studna zásobující restauraci. Na výšině s kótou 576 metrů východně od vrcholu stojí převaděč televizního signálu. Pochází z roku 1989 a na jeho výstavbě spolupracovaly místní podniky. Náklady na stavbu dosáhly částky 4 miliony Kčs. Na okraji lesa na východním svahu Tanečnice se nachází mříží uzavřená štola. Je dlouhá přibližně 10 metrů a sloužila patrně jako kopaná studna. Kvůli své poloze v lokalitě Herschelsberg ji některé vlastivědné práce (například překlady od Waltraud Gregorové vycházející z materiálů Alžběty Novákové) dávají do souvislosti s pověstí o krvavých hvozdících (viz kapitola Pověsti).

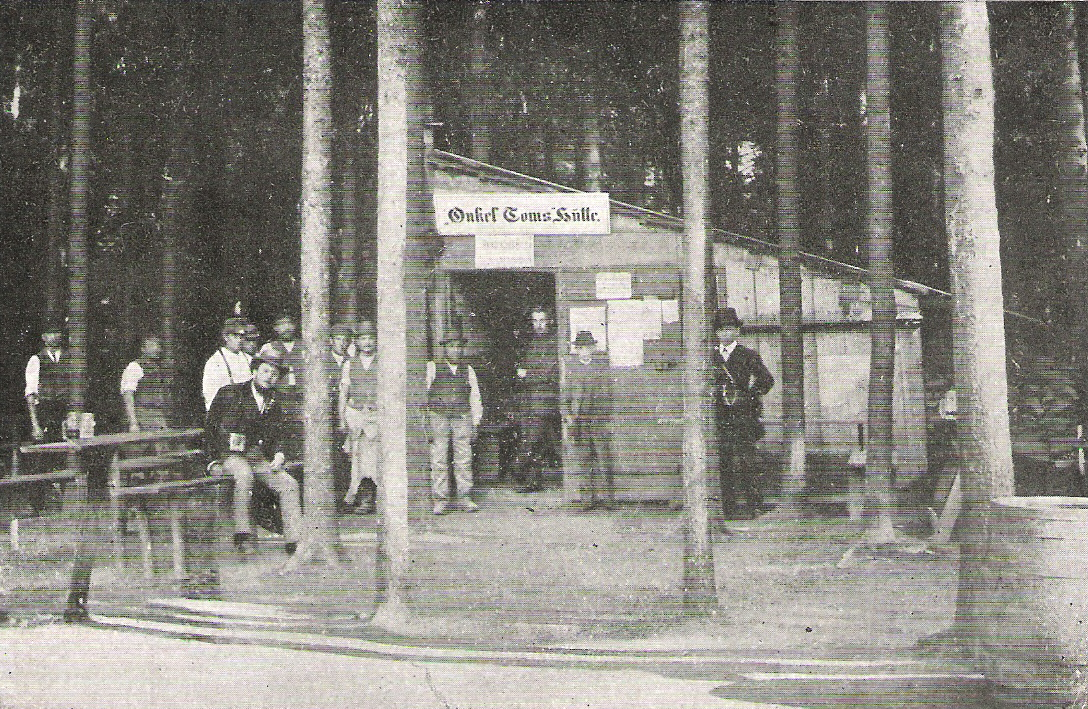
První Chaloupka strýčka Toma (1885)
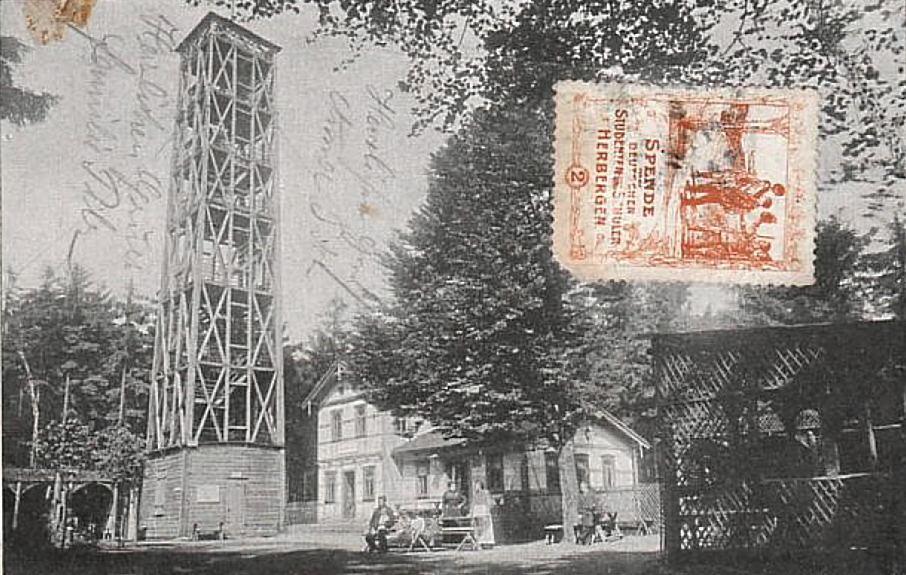
Věž korunního prince Rudolfa s horskou chatou (konec 19. století)
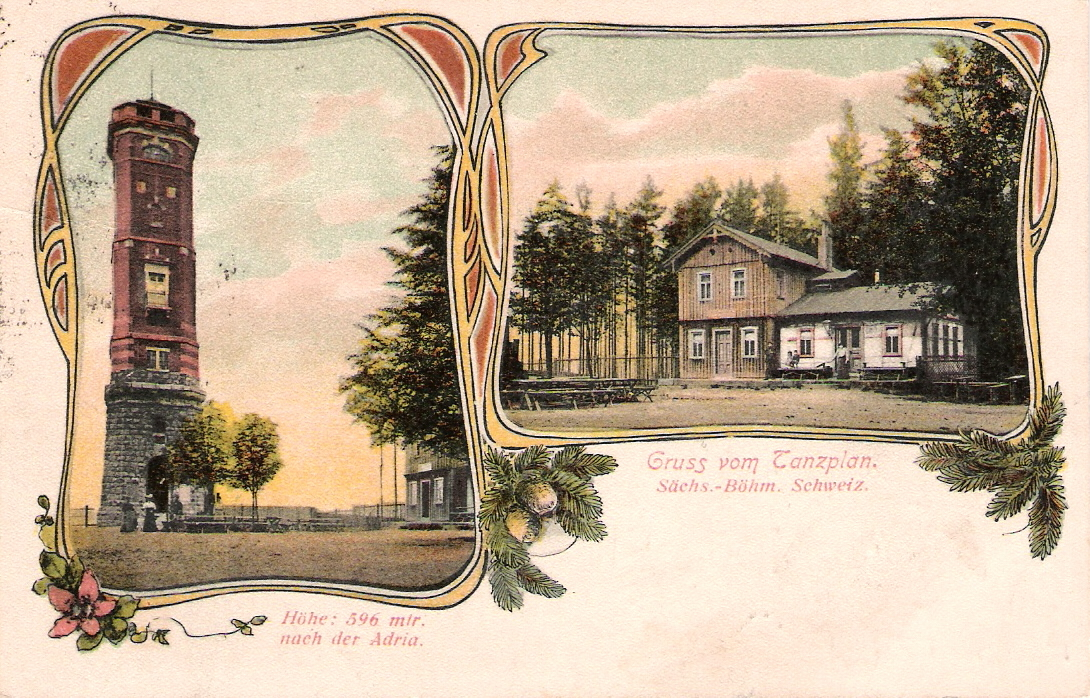
Bismarckova věž s horskou chatou (počátek 20. století)
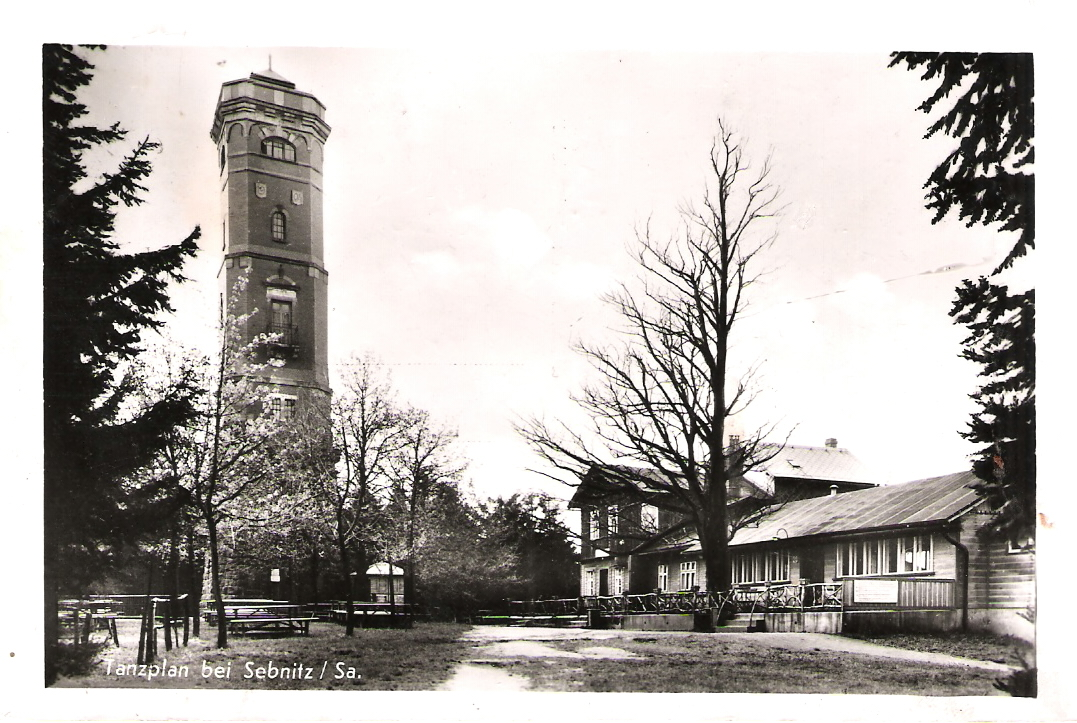
Bismarckova věž s rozšířenou horskou chatou (30. léta 20. století)
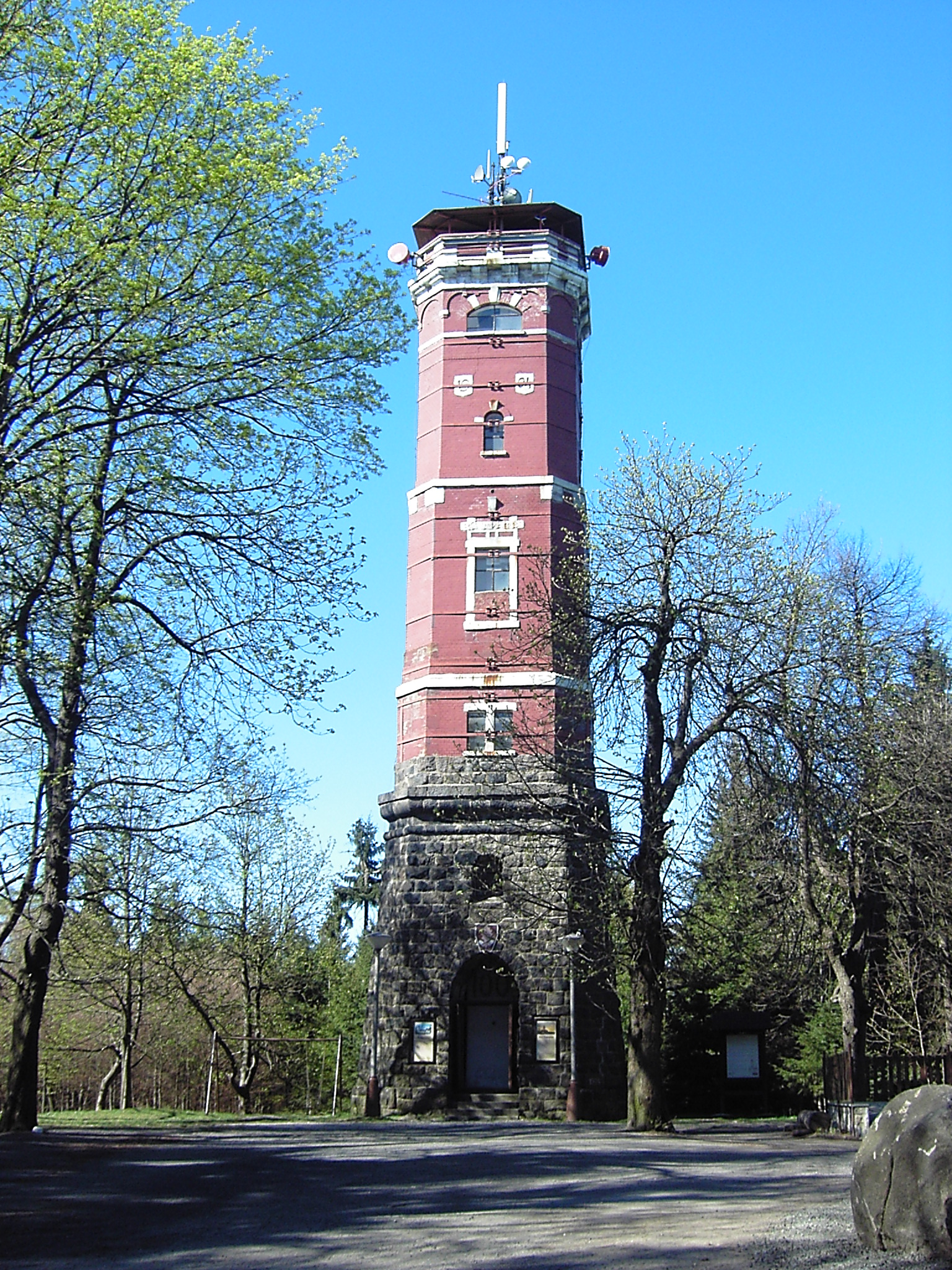
Rozhledna Tanečnice (2006)
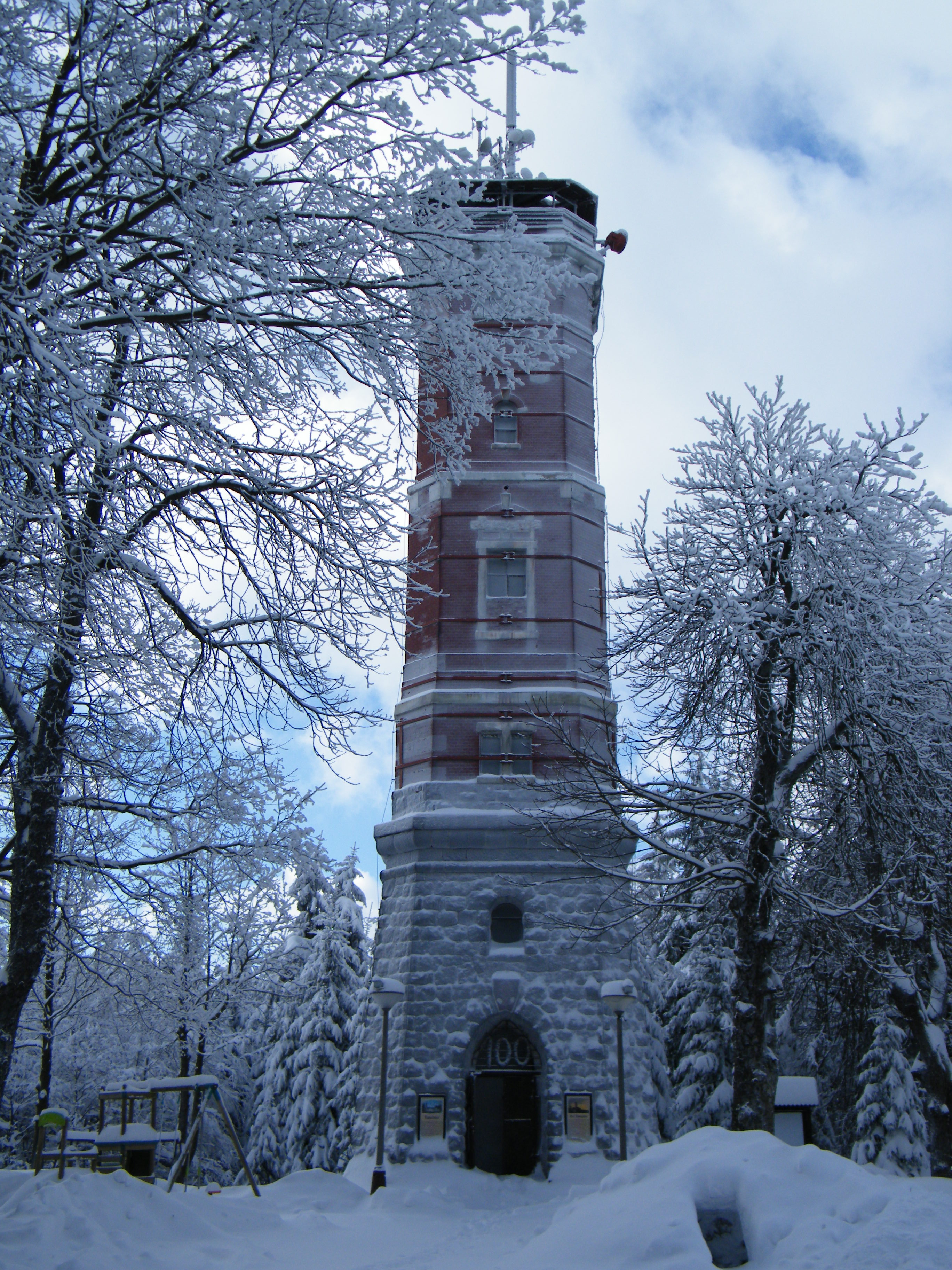
Tanečnice v zimě (2010)
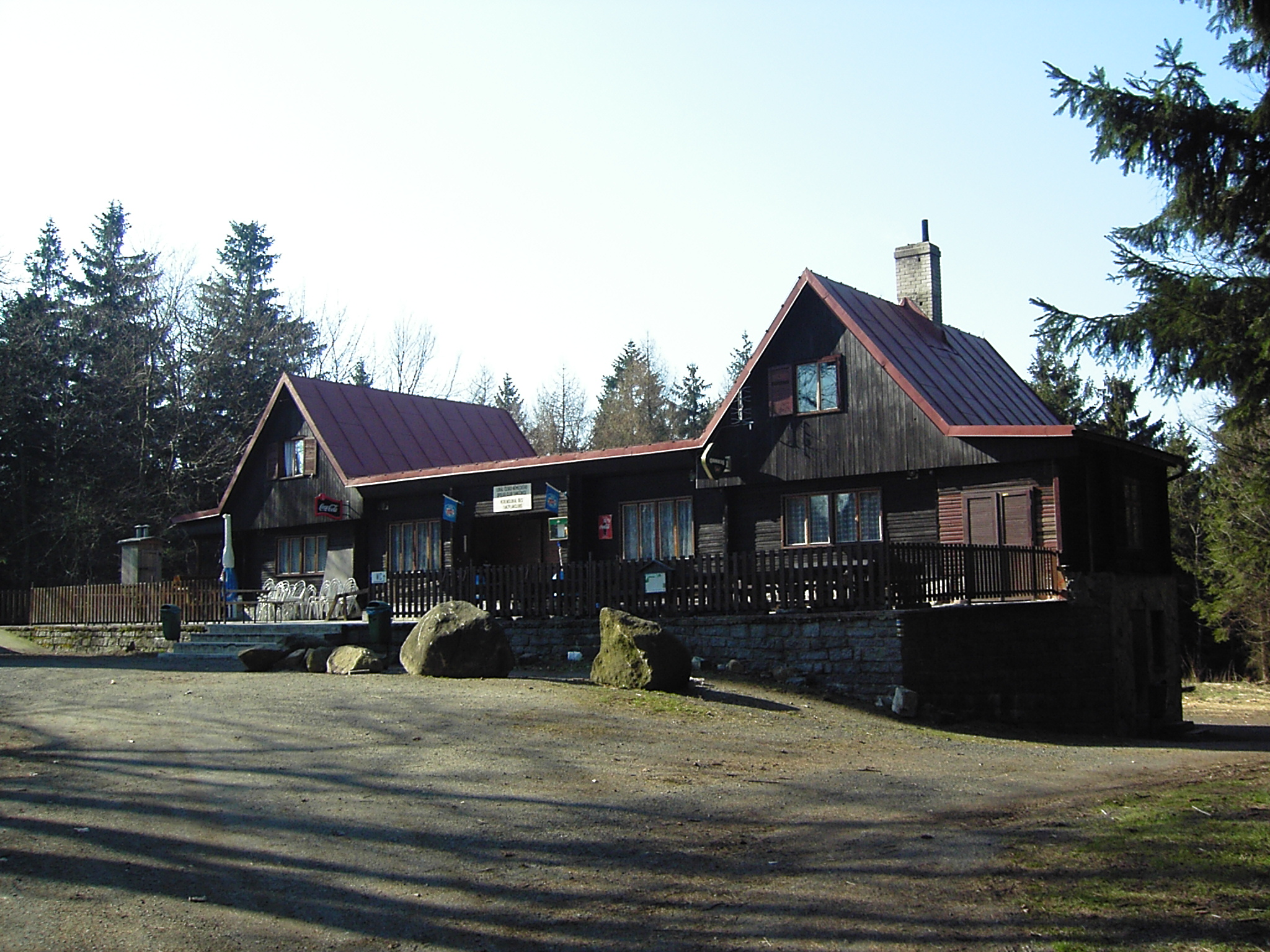
Restaurace Koliba (2006)

## Doprava
Východním úpatím prochází od roku 1902 železniční trať Rumburk – Panský – Mikulášovice. Nejbližší nádraží jsou Mikulášovice dolní nádraží a Mikulášovice střed. Ze střední části Mikulášovic vychází krajská silnice III/26512, která vede k jižnímu úpatí vrchu na Tomášov, kde končí a ke státní hranici s Německem pokračuje po lesní cestě cyklotrasa číslo 3041A, která končí hraničních přechodem pro pěší do Hertigswalde. Přes Tanečnici a jejím okolím vede řada lesních cest, jejichž jména se dochovala především na německé straně. Z jižního úpatí směrem k Hraničnímu vrchu a dále do vesnice Kopec vede Zlodějská stezka (původní německý název Diebstraße). Sebnitzským lesem prochází cesta Ilse-Ohnesorge-Weg, pojmenovaná podle sebnitzské malířky Ilse Ohnesorge (1866–1937). Podél potoka Mannsgraben se táhne cesta zvaná Mannsgrabenweg (Cesta Vazalské strouhy) směřující až k zástavbě města Sebnitz. Dalšími stezkami jsou Klaftersteig (Sáhová stezka), Nädlers Steig (Drátenická stezka), Hähnelweg (Kohoutí cesta), Verbindungsweg (Spojka), Fietzeweg (Fietzeho cesta), Wickelkindweg (Batolecí cesta), Kälbersteig (Telecí stezka), Kirschbaumweg (Třešňová alej), Langer Flügel (Dlouhá odbočka), Reitsteig (Jezdecká stezka), Finsterwinkelweg (Cesta tmavým zákoutím) či do dolních Mikulášovic směřující Alte Nixdorfer Straße (Stará mikulášovická silnice) s odbočkou do Vilémova zvanou Alte Wölmsdorfer Straße (Stará vilémovská silnice).

## Turistika

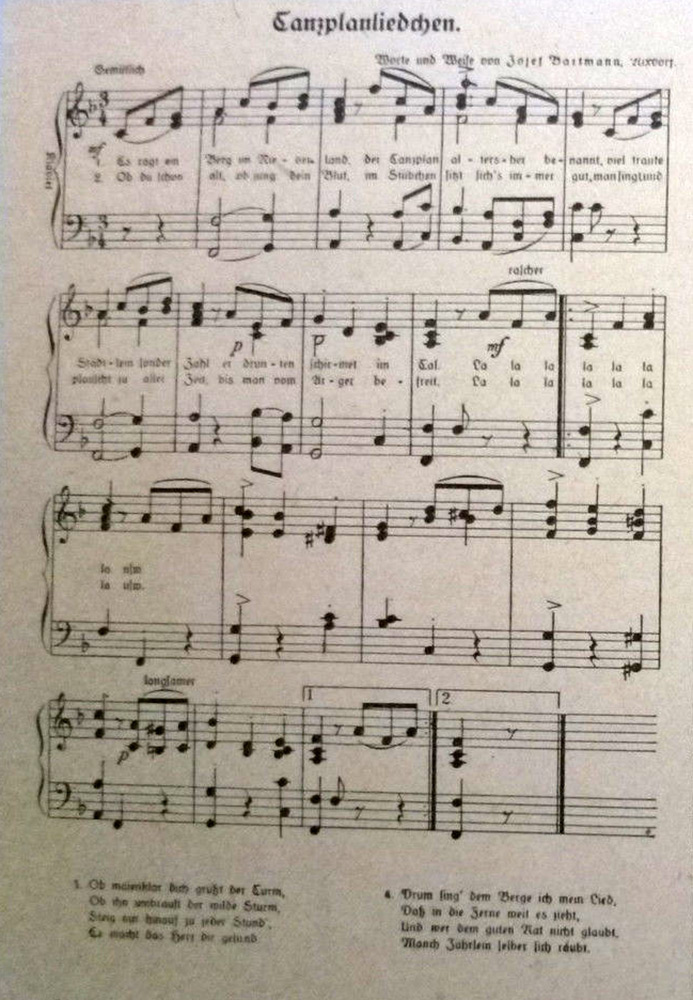
Notový zápis Písničky o Tanečnici

Ve směru od Vilémova a Horní Poustevny vede k železniční stanici Mikulášovice dolní nádraží modře značená turistická stezka. Polními a posléze lesními cestami míří od severovýchodu až k rozhledně na vrcholu, odkud sestupuje jihovýchodním směrem až k úpatí kopce. Před rokem 2011 odtud směřovala dále po silnici kolem železniční zastávky Mikulášovice střed až na mikulášovické náměstí. Po přesměrování pokračuje z úpatí vrchu po Zlodějské stezce směrem k Hraničnímu vrchu a odtud do horních Mikulášovic k Plešnému. Na jižním úpatí navazuje na modrou stezku žlutá trasa, která směřuje přes Tomášov k hraničnímu přechodu a dále do Hinterhermsdorfu. Z vrcholu Tanečnice vede západním směrem ke státní hranici rovněž žlutě značená stezka, která na německé straně pokračuje až k autobusovému nádraží v Sebnitzi. Na tuto stezku navazuje okružní trasa značená žlutým puntíkem, která protíná část Sebnitzského lesa a přírodní rezervaci Gimpelfang. Okružní trasa značená zeleným puntíkem prochází Sebnitzským lesem a přírodní rezervací Heilige Hallen.

## Pověsti
Jedna z pověstí vztahujících se k Tanečnici má svůj původ v období romantismu 19. století a vztahuje se k německému názvu Tanzplan. Podle ní vznikl název vrchu tak, že na palouku na jeho vrcholu tančily lesní žínky (případně víly, divoženky), které svým tancem přitahovaly a sváděly myslivce.
Druhá pověst souvisí s kopcem zvaným Herschelberg (též Herrschelsberg či Hirschelsberg), což je vlastně jeden ze svahů Tanečnice. V blíže neurčených dávných dobách zde měl stávat hrad loupeživého rytíře, který podnikal výpravy do širokého okolí, kde loupil a zabíjel. Mikulášovickým jeho chování velmi vadilo, proto se jednoho dne domluvili a rozhodli se společnými silami proti rytířovi zakročit. Strhla se krvavá bitva, během které byl hrad dobyt, zbořen a rytíř sám byl zabit. Během bitvy okolní skály potřísnila krev padlých a na zkrvavených místech pak na památku vyrostly krvavě rudé hvozdíky.

## Výhledy a okolí

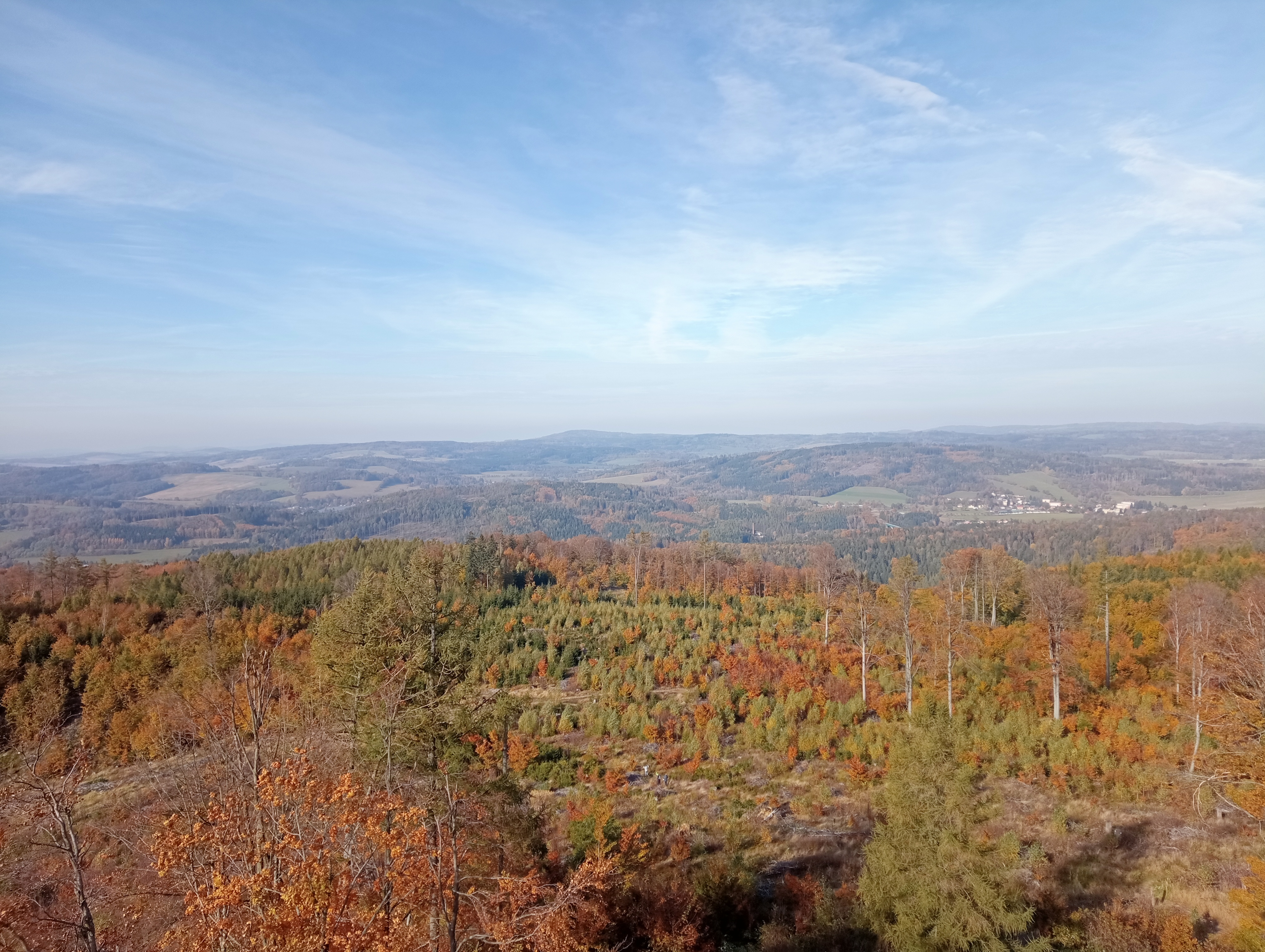
Pohled severním směrem na Spálený vrch, Valtenberg a Ječný vrch
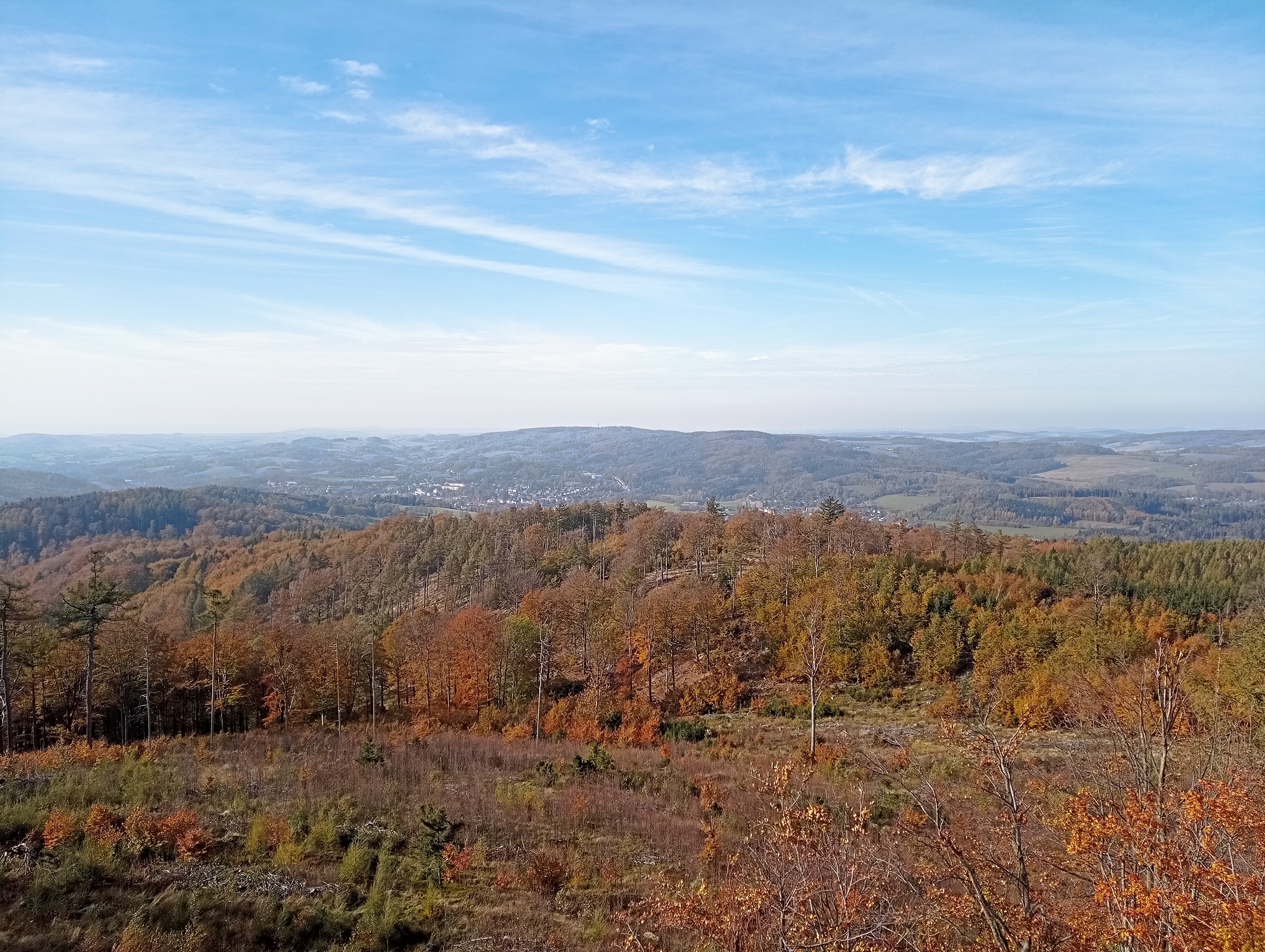
Pohled severozápadním směrem na Ungerberg a Gerstenberg
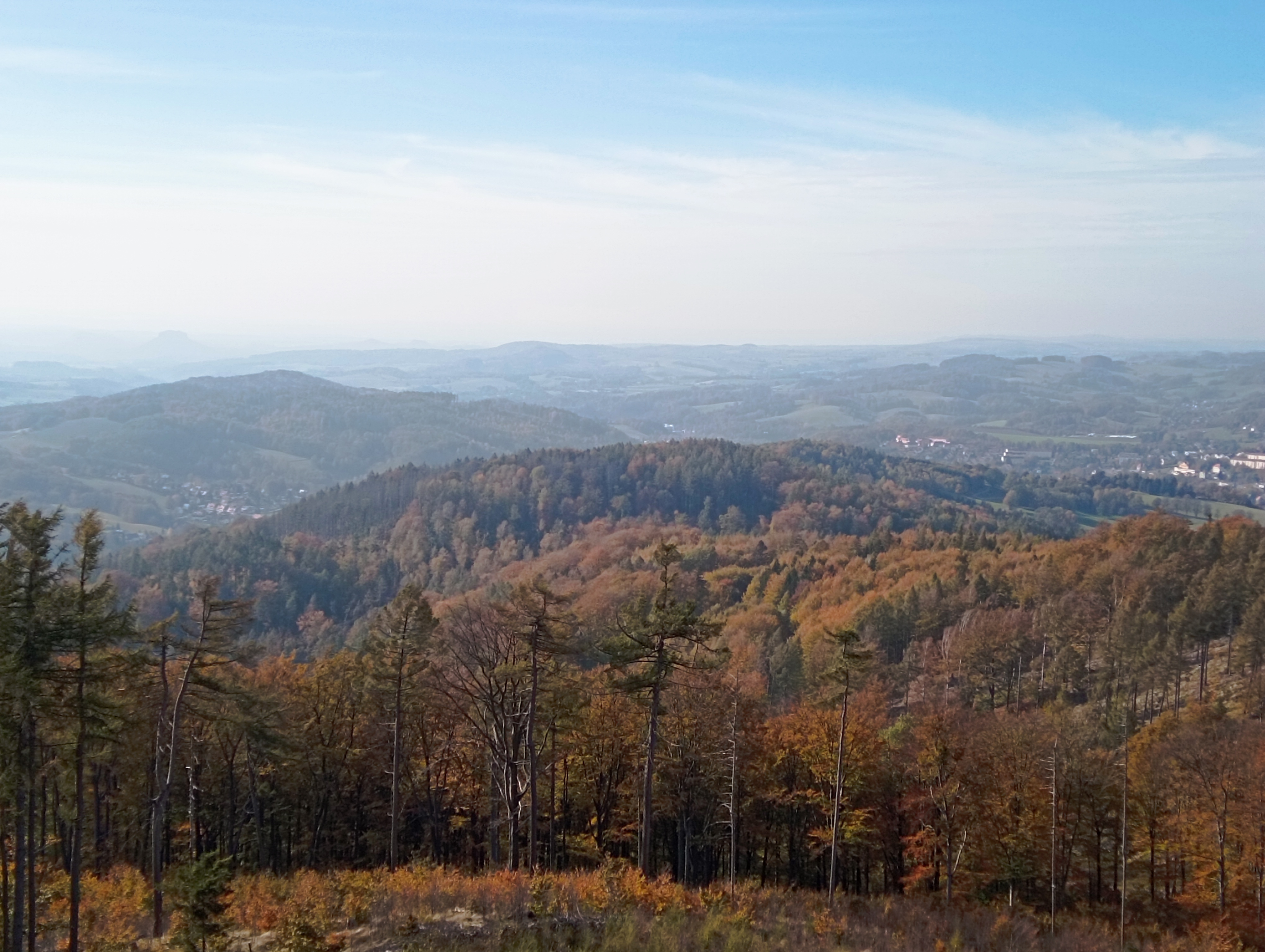
Pohled západním směrem na Kaiserberg
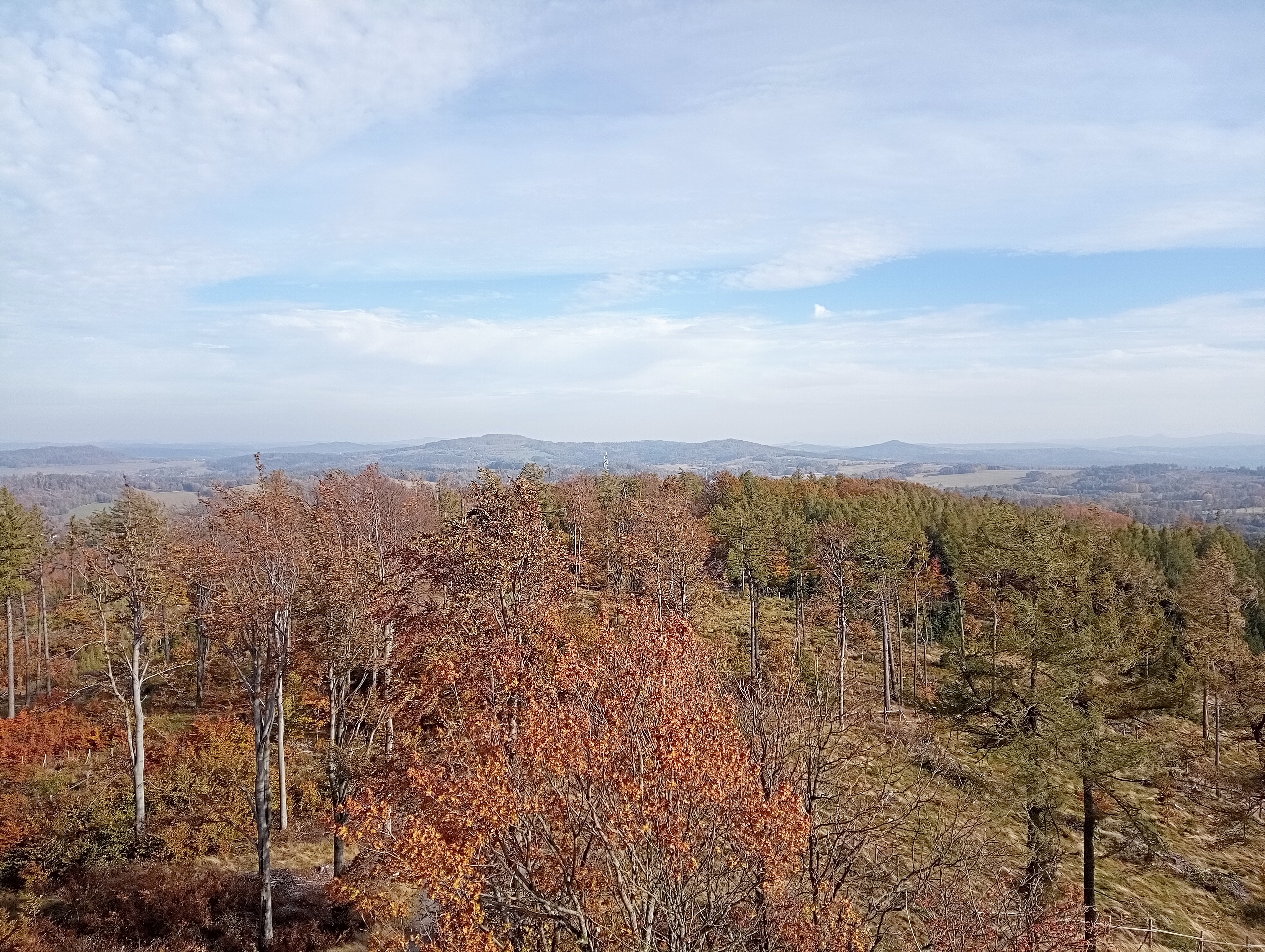
Pohled východním směrem na Hrazený a Plešný
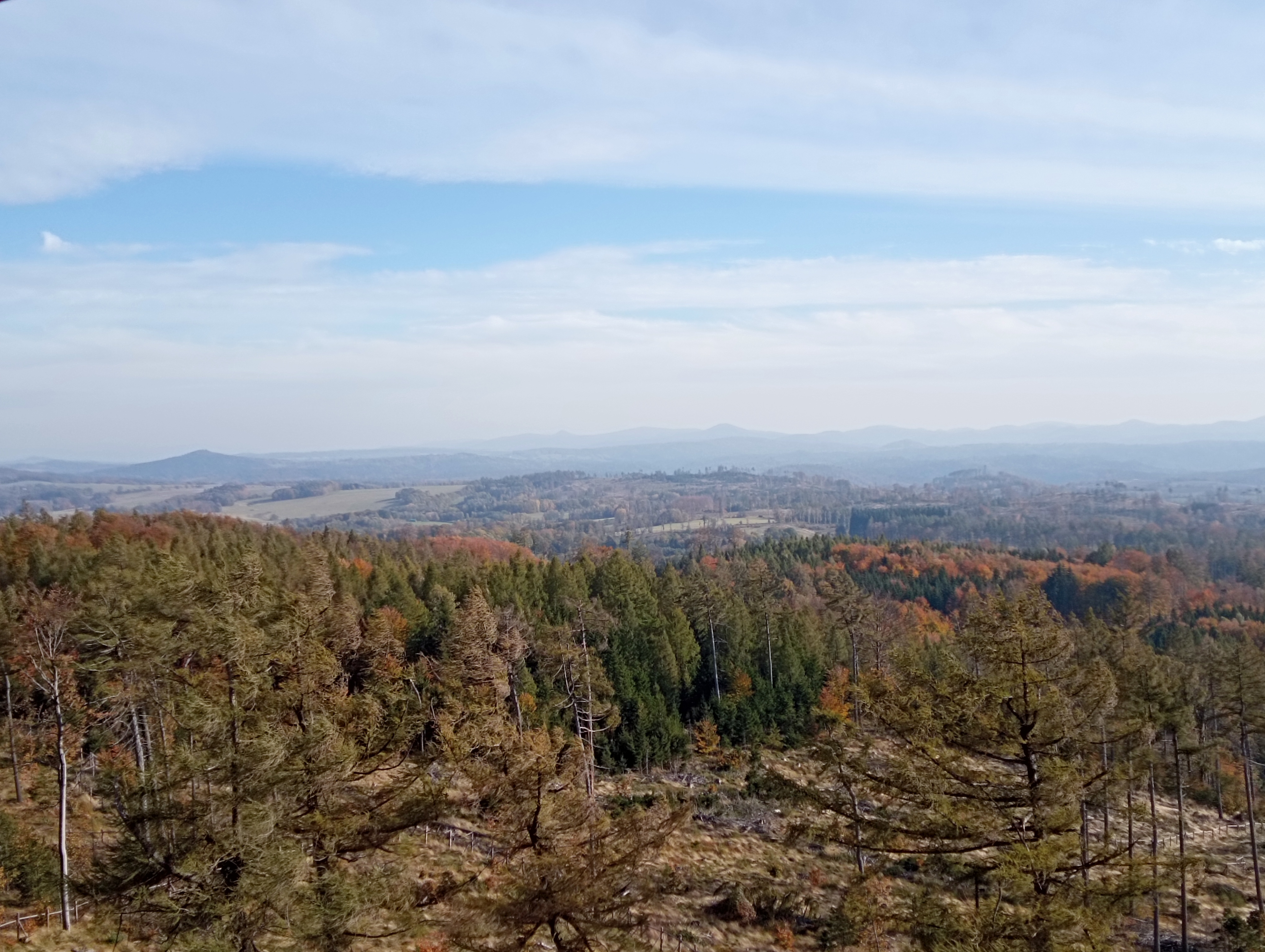
Pohled na jihovýchod na Hraniční vrch a Weifberg